# Фуркад, Мартен
Марте́н Фурка́д (фр. Martin Fourcade; род. 14 сентября 1988, Сере, округ Сере, Восточные Пиренеи, Франция) — французский биатлонист, шестикратный олимпийский чемпион (абсолютный рекорд среди всех французских спортсменов на летних и зимних Играх), двукратный серебряный призёр Олимпийских игр, 13-кратный чемпион мира (в том числе 11 раз — в личных гонках), семикратный обладатель Кубка мира в общем зачёте в сезонах с 2011/12 по 2017/18 год (первый в истории биатлона, кому удалось выиграть Кубок мира 7 раз, к тому же подряд), многократный чемпион Франции. Занимает первое место в истории биатлона по сумме заработанных призовых.
В 2018 году вошёл в состав Оргкомитета по проведению летних Олимпийских игр 2024 года в Париже.
13 марта 2020 года в возрасте 31 года объявил о завершении спортивной карьеры. В 2022 году был избран членом МОК как представитель комиссии спортсменов.

## Достижения
Здесь и далее использована официальная статистика Международного союза биатлонистов.
Данные актуальны на конец сезона 2019/20.
Олимпийские игры:
- 6 золотых медалей, 1 серебряная (второе место в рейтинге после Уле-Эйнара Бьёрндалена (8 золотых медалей, 4 серебряные, 1 бронзовая)
- 2 личные золотые медали и 1 серебряная на одной олимпиаде (второе место в рейтинге после Уле-Эйнара Бьёрндалена, 4 золотые медали)

Чемпионаты мира:
- 13 золотых медалей, 10 серебряных, 5 бронзовых (третье место в истории после Йоханнеса Бё - 23 золотых, 14 серебряных, 6 бронзовых и Уле-Эйнара Бьёрндалена — 20 золотых, 14 серебряных, 11 бронзовых)
- 28 медалей всего (третье место в рейтинге после Уле-Эйнара Бьёрндалена (45 медалей) и Йоханнеса Бё (43 медали)
- В личных гонках 11 золотых медалей, 4 серебряные, 2 бронзовые (третье место в рейтинге после Йоханнеса Бё, 12 золотых медалей, 7 серебряных, 3 бронзовых и Уле-Эйнара Бьёрндалена, 11 золотых медалей, 6 серебряных, 9 бронзовых)
- 18 личных медалей (третье место в рейтинге после Уле-Эйнара Бьёрндалена (26 медалей) и Йоханнеса Бё (22 медали))
- 3 личных золота и 1 серебро на одном чемпионате мира (делит рекорд с Рафаэлем Пуаре и Йоханнесом Бё)
- 6 чемпионатов мира подряд с как минимум одной личной золотой медалью (абсолютный рекорд)

Кубок мира (без учёта гонок Олимпиады):
- 7-кратный обладатель Большого хрустального глобуса (абсолютный рекорд)
- Победитель общего зачёта Кубка мира в течение 7 лет подряд (абсолютный рекорд)
- Обладатель 26 малых хрустальных глобусов (абсолютный рекорд)
- Четырежды смог выиграть все пять хрустальных глобусов за один сезон (абсолютный рекорд)
- 83 личные победы (третье место в рейтинге после Уле-Айнара Бьёрндалена и Йоханнеса Бё , 95 и 91 победа соответственно)
- 14 личных побед за один сезон (второе место в рейтинге после Йоханнеса Бё (19 побед))
- 150 личных подиумов на Кубке мира (второе место в рейтинге после Уле-Айнара Бьёрндалена, 179 подиумов)
- 70 личных побед на Кубке мира из 232 проведённых гонок, победа в 30,2 % гонок (абсолютный рекорд)
- 150 личных подиумов из 232 проведённых гонок, попадание на подиум в 56,5 % гонок (абсолютный рекорд)

Карьера:
- 83 победы в личных гонках на Кубке мира и Олимпийских играх (третье место в рейтинге после Уле-Айнара Бьёрндалена и Йоханнеса Бё , 95 и 91 победа соответственно)
- 98 побед всего на Кубке мира и Олимпийских играх (третье место в рейтинге после Уле-Айнара Бьёрндалена и Йоханнеса Бё , 136 и 133 победы соответственно).
- 8 главных стартов сезона (чемпионаты мира и Олимпийские игры) подряд с как минимум одной личной золотой медалью (абсолютный рекорд)
- Четырежды обладатель «Большого шлема» из личного золота с главного старта сезона (чемпионат мира или Олимпийские игры), Большого хрустального глобуса по итогам сезона и всех малых хрустальных глобусов (абсолютный рекорд)
- 7 лет подряд с как минимум 7 победами в личных гонках за сезон (абсолютный рекорд). Завершил карьеру.

## Спортивная карьера
Мартен Фуркад начал заниматься биатлоном в 2003 году, когда ему было 14 лет, последовав примеру старшего брата Симона. Член сборной Франции по биатлону с 2006 года, выступал за Францию в 2007 и 2008 годах на чемпионате мира среди юниоров, завоевав бронзовую медаль в эстафете в 2007 году.
Первый раз Фуркад выступил на Кубке мира по биатлону в Осло в марте 2008 года, окончив гонку шестьдесят первым.
Следующий сезон 2008/09 был гораздо успешнее для него, так как он получил первые очки Кубка мира в Хохфильцене, завершив дистанцию тридцать шестым в индивидуальной гонке и 10-м в спринте. Его лучший результат в этом году пришёлся на чемпионат мира в 2009 году, где он заканчивал гонки в 20 лучших в каждом соревновании. Этот сезон Фуркад завершил на 24-м месте в общем зачёте Кубка мира.

### Сезон 2009/10

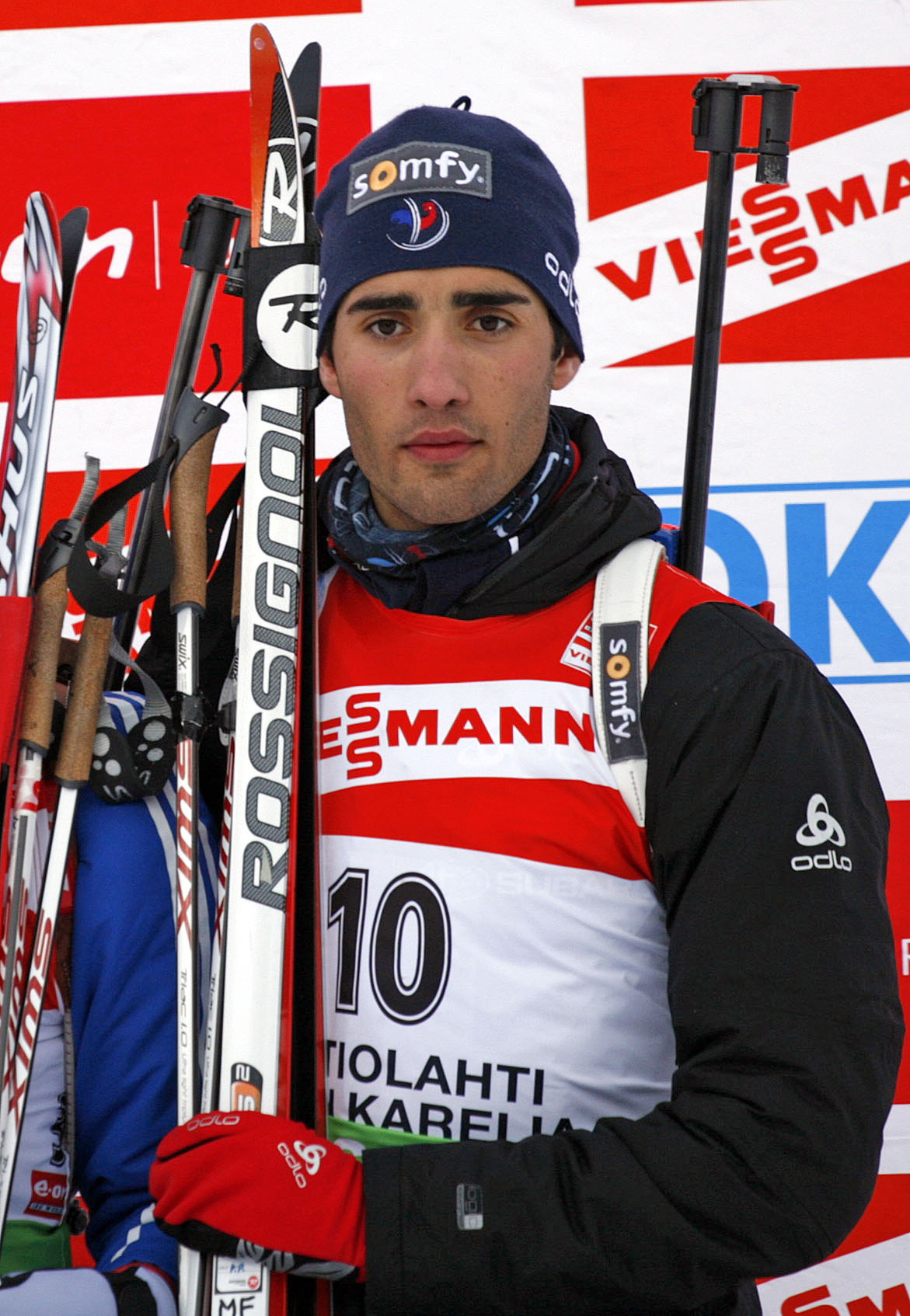
Контиолахти, 13 марта 2010

Мартен улучшил свои показатели в сезоне 2009/10. В шведском Эстерсунде в составе эстафетной четвёрки Фуркад впервые в карьере поднялся на высшую ступень пьедестала. Затем, показывая неизменно высокие результаты в личных гонках и несколько раз заезжая в десятку лучших, он заслужил право выступить на Олимпийских играх в Ванкувере.

#### Олимпийские игры 2010. Ванкувер
Первые гонки Олимпиады сложились неудачно для француза. В спринте Фуркад, имея поздний стартовый номер, стал заложником резко изменившихся погодных условий и финишировал лишь 35-м, допустив 3 промаха. Усилившийся ветер и снегопад не позволили стартовавшим в дальних группах спортсменам побороться за высокие места. В дальнейшем Фуркад признавался, что это стало самым большим разочарованием для него на этих Играх. В гонке преследования Мартен смог подняться лишь на одну позицию, финишировав 34-м. В индивидуальной гонке он стал 14-м с 3 промахами. Последняя личная гонка — масс-старт — была также последним шансом для француза проявить себя. Снова допустив 3 промаха на стрельбе, он всё же сумел показать высокую скорость и на протяжении всей гонки держался в группе лидеров. Фуркад в этой гонке финишировал вторым, впервые в карьере поднявшись на личный подиум и сразу став серебряным призёром Олимпийских игр. В 2025 году после дисквалификации чемпиона Евгения Устюгова Фуркад стал чемпионом Игр в Ванкувере, ожидается вручение ему золотой медали.
Сумев сохранить хорошую форму, в первой же гонке после Олимпиады — в финском Контиолахти — Мартен стал третьим в спринте, а затем в гонке преследования финишировал первым, завоевав свою первую личную золотую медаль. Затем успех продолжился в Осло, где француз выиграл связку спринт-пасьют. Две победы в преследовании позволили Фуркаду завоевать в сезоне 2009/10 малый хрустальный глобус по программе пасьютов, опередив австрийца Симона Эдера всего лишь на одно очко. В общем зачёте Кубка мира Мартен занял пятое место.

### Сезон 2010/11
Сезон 2010/11 был весьма успешным для Фуркада. Он открыл свои выступления в Эстерсунде тремя попаданиями топ-5, в том числе, двумя третьими местами. После нескольких слабых показателей в Поклюке и Оберхофе Мартен занял вторые места во всех трёх гонках в Рупольдинге. Фуркад выиграл масс-старт в Антхольце и Форт Кенте и приехал на чемпионат мира в Ханты-Мансийске одним из фаворитов.
На чемпионате мира в смешанной эстафете французы заняли 3-е место, где Фуркад показал высокую скорость и точность. Дальше он выиграл серебряную медаль в спринте, финишируя за Арндом Пайффером. Несмотря на 2 промаха на лёжке, Фуркад показал самый быстрый лыжный ход в гонке. На следующий день в преследовании, допустив 3 промаха, Мартен выиграл золото, впервые в карьере став чемпионом мира.
По итогам сезона Фуркад стал 3-м в общем зачёте Кубка мира и с этапа в Антхольце по этап в Осло носил красную майку лидера в масс-старте.

### Сезон 2011/12

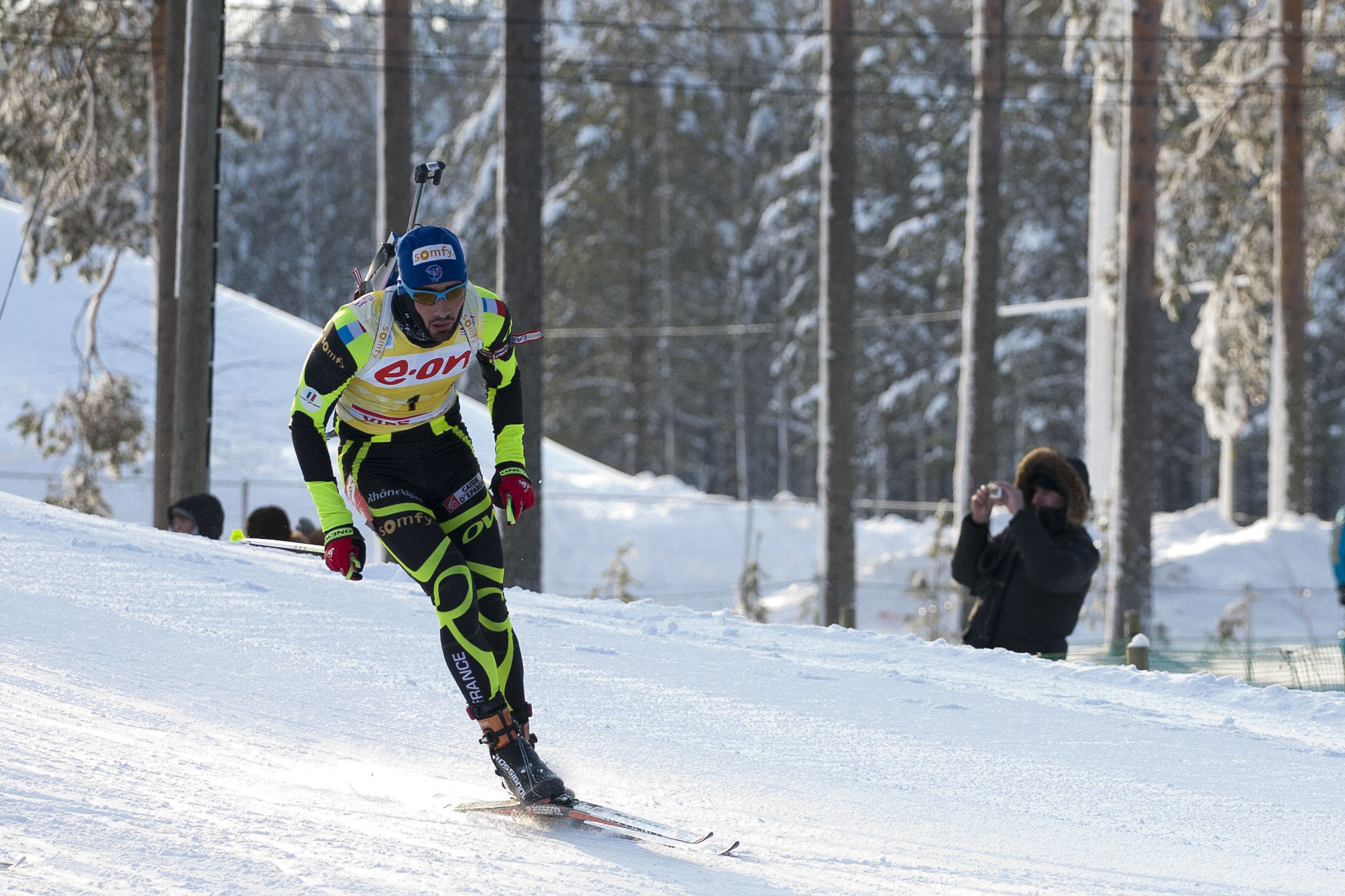
Фуркад на этапе кубка мира в Контиолахти, 12 февраля 2012 года.

Перед началом сезона Мартен рассказал о задачах, которые он поставил перед собой: «Цель на сезон — занять место в общем зачёте выше, чем в прошлом году. В прошлом сезоне я поднялся с пятого места на третье. Если смогу перебраться ещё на две ступеньки вверх, то будет отлично».
На первом этапе в шведском Эстерсунде Фуркад не стал откладывать решение своих задач, начав сезон 2011/12 с двух побед в индивидуальной гонке и гонке преследования, что позволило ему сразу же занять первое место в зачёте Кубка мира и примерить жёлтую майку лидера.
В Нове-Место он финишировал третьим за норвежцем Эмилем Хегле Свендсеном и своим братом Симоном. Это был первый случай в истории биатлона, когда два брата вместе поднялись на подиум в личной гонке.
Выходные в Антхольце получились успешными для французов, которые одержали победу и в женской, и в мужской эстафетах. К тому же, Фуркад стал третьим в спринте и масс-старте.
На чемпионате мира в Рупольдинге Мартен завоевал 3 золотые медали — в спринте, преследовании и масс-старте. Он поднялся на третью ступеньку в рейтинге спортсменов, которым удавалось выиграть 3 личных золота на одном чемпионате, повторив достижение Рафаэля Пуаре (Оберхоф 2004) и Уле Айнара Бьёрндалена (Хохфильцен 2005 и Пхёнчхан 2009).
За одну гонку до окончания сезона Фуркад официально оформил победу в общем зачёте Кубка мира. Кроме того, Мартен стал обладателем малых хрустальных глобусов в программах спринта и преследования.

### Сезон 2012/13
Сезон для француза начался с победы в индивидуальной гонке в шведском Эстерсунде. После победы в индивидуальной гонке Мартен занял только 10-е место в спринте. На следующий день Фуркад одержал победу в гонке преследования.
В Хохфильцене Фуркад занял второе место в спринте, проиграв Андреасу Бирнбахеру 0,4 секунды. На следующий день Мартен был третьим в гонке преследования, уступив Якову Факу и Дмитрию Малышко. В эстафете французы заняли второе место вслед за норвежцами.
Третий этап прошёл в словенской Поклюке. Первой гонкой стал спринт, в котором француз занял 3-е место, проиграв победителю Якову Факу 6,1 секунд. После второго огневого рубежа Мартен лидировал, однако 3-й круг прошёл в низком темпе и удостоился лишь 3-го места. Второе место занял главный конкурент Фуркада — Эмиль Хегле Свендсен. В гонке преследования француз был 3-м. Долгое время Мартен со Свендсеном вели спор за победу, однако 4-й огневой рубеж Фуркад завалил, отправившись на два штрафных круга. В конечном счёте француз проиграл не только норвежцу, но и чеху Моравецу. В первом масс-старте сезона Мартен занял 4-е место, промахнувшись два раза.

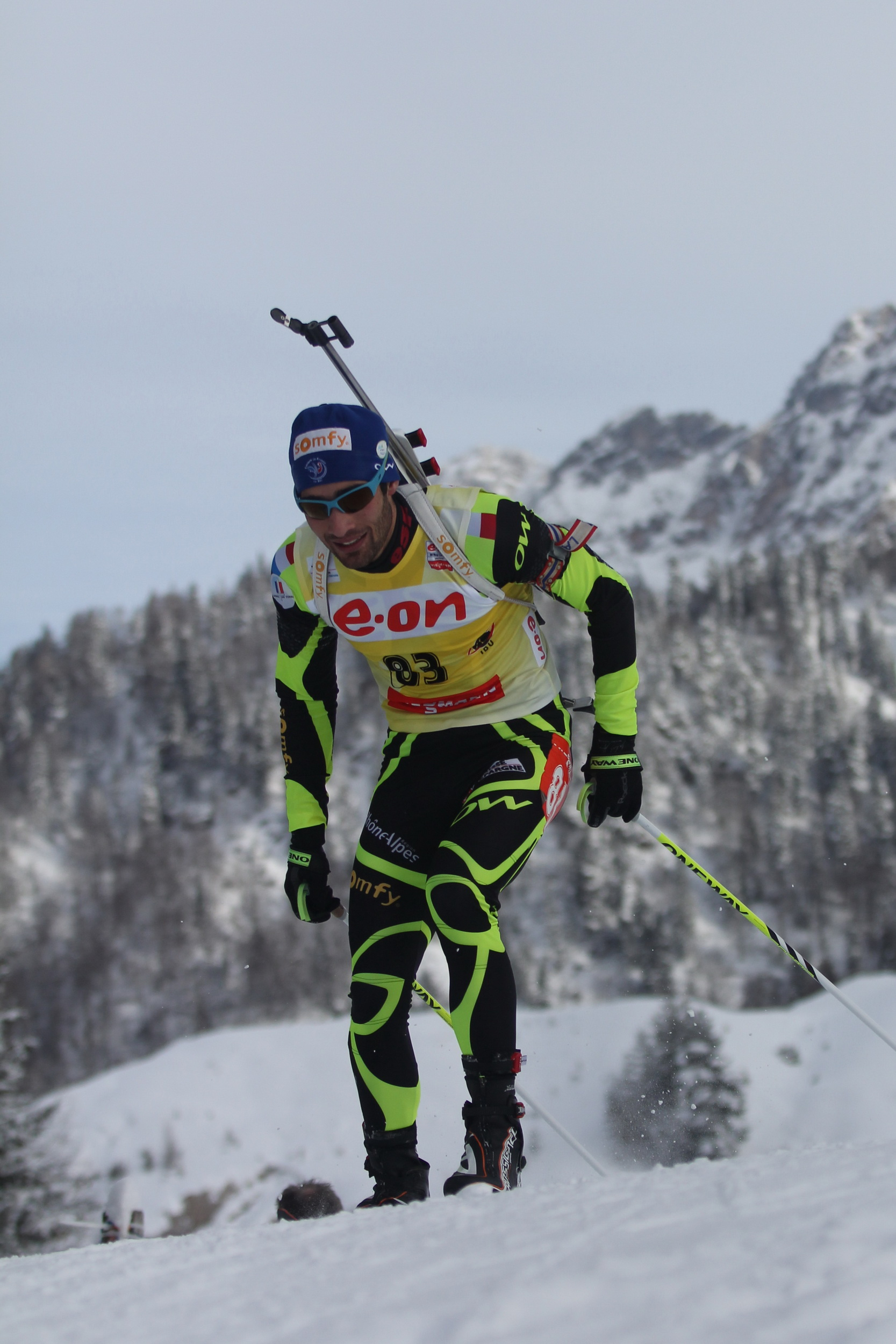
Мартен на этапе в Хохфильцене, 7 декабря 2012 года.

Первую гонку этапа в Оберхофе — эстафету — Мартен пропустил из-за травмы плеча, полученной в Гельзенкирхене в Рождественской гонке. На следующих гонках француз сумел восстановиться, однако результаты были не самыми лучшими: в спринте Фуркад занял 16 место, допустив один промах, в пасьюте Мартен отыграл два места, финишировав на 14-й позиции.
Этап в Рупольдинге начался для Мартена с победы в эстафетной гонке. День спустя француз праздновал победу в спринте, опередив ближайшего соперника — Евгения Устюгова на 16,4 секунды и своего главного оппонента в борьбе за Большой хрустальный глобус — Эмиля Хегле Свендсена, который занял четвёртое место, на 39,1 секунды. На следующий день Фуркад первенствовал в масс-старте, выиграв у Дмитрия Малышко 0,5 секунды. В Рупольдинге Мартен неизменно во всех гонках занимал первые места.
После успеха в Рупольдинге Мартен немного сбавил обороты на итальянском этапе в Антерсельве. В спринте француз занял шестое место, промахнувшись один раз в стойке. В пасьюте Фуркад сумел отыграть два места, финишировав на четвёртой позиции с двумя промахами (0+1+0+1). Последней гонкой этапа была эстафета, где французы вновь выиграли. Мартен, как и в прошлые эстафеты, завершал гонку. Использовав четыре дополнительных патрона француз сумел обойти Дмитрия Малышко из России, финишировав с 10-секундным запасом.
7 февраля в чешском Нове-Место стартовал чемпионат мира, первой гонкой которого была смешанная эстафета, где Мартен вместе с Мари-Лор Брюне, Мари Дорен-Абер и Алекси Бёфом завоевали серебро. Французы пропустили вперёд только главных фаворитов гонки — норвежцев. Фуркад на своём этапе показал лучший ход. В первой индивидуальной гонке — спринте — Мартен вновь завоевал серебро, уступив 8,1 секунды своему главному оппоненту — Эмилю Хегле Свендсену. В преследовании француз также удостоился серебра, вновь уступив пальму первенства Свендсену. Мартен допустил два промаха, что на один больше, чем у норвежца, но благодаря высокой скорости он сумел настигнуть своего оппонента на самом финише. Однако фотофиниш зафиксировал победу Свендсена, показав, что тот был на 2,4 см впереди Фуркада. Первое золото чемпионата Мартен завоевал в индивидуальной гонке на 20 км. Спустя день после первого триумфа Фуркад добавил в свою копилку ещё одно серебро в эстафете. На последней гонке чемпионата (масс-старте) Мартен добраться до медали не сумел, заняв только 10 место. Всего на чемпионате мира Фуркад завоевал 5 медалей: 4 серебряные и одну золотую. Благодаря этим результатам, 2 марта Мартен обеспечил себе уже третий в карьере хрустальный глобус в пасьюте.
На предолимпийской неделе в Сочи Мартен в отсутствие главного конкурента Эмиля Хегле-Свендсена одержал победы в двух личных гонках из двух возможных. В индивидуальной гонке на 20 километров француз, промахнувшийся на первом огневом рубеже один раз, ликвидировал минутное отставание от шедшего в лидерах Андреаса Бирнбахера, который отстрелял точно. На финише преимущество Фуркада составило 6,9 секунды. В стартовавшей через день спринтерской гонке на 10 километров Мартен отстрелял «на ноль» и выиграл у финишировавшего в итоге вторым россиянина Евгения Устюгова более сорока секунд. В завершающей программу этапа эстафете Фуркад участия не принял, без него французская команда ограничилась пятым местом. Победа в индивидуальной гонке 7 марта 2013 года принесла Мартену малый хрустальный глобус и обеспечила второй в карьере БХГ. Фуркад-младший стал восьмым в истории биатлонистом, выигравшим более одного Кубка мира в общем зачёте, и первым, кто носил жёлтую майку лидера от первой гонки сезона до последней.
Последний этап Кубка Мира 2012/13 начался для Мартена так же успешно — француз одержал победу в спринтерской гонке, ни разу не промахнувшись на огневых рубежах. Вкупе с высокой скоростью на лыжне это принесло французу первое место и сорокасекундное преимущество перед гонкой преследования. В пасьюте Мартен подобного успеха не достиг. Промахнувшись на каждом рубеже (в итоге 5 ошибок: 1+1+2+1), обладатель малого хрустального глобуса пропустил вперёд не только победившего австрийца Кристофа Зумана, но и собственного брата Симона. Мартен финишировал третьим, а после разделил эту позицию со Шлезингером вследствие судейского решения. Последняя гонка сезона с общего старта прошла для Мартена успешно: допустив всего одну осечку на втором огневом рубеже, быстрый француз имел почти минутное преимущество над соперниками на контрольной отсечке перед финишем. Приветствуя болельщиков, Мартен победно финишировал с флагом.
По итогам сезона Фуркад-младший обогнал ближайшего преследователя Эмиля-Хегле Свендсена на 421 очко, набрав 1248 очков (1300 с учётом двух худших гонок) в общем зачёте и установив при этом рекорд по количеству набранных очков за сезон. При этом он завоевал все личные хрустальные глобусы, в том числе БХГ, а также малые хрустальные глобусы по итогам спринтерских, индивидуальных гонок, гонок преследования и гонок с общего старта.

### Сезон 2013/14

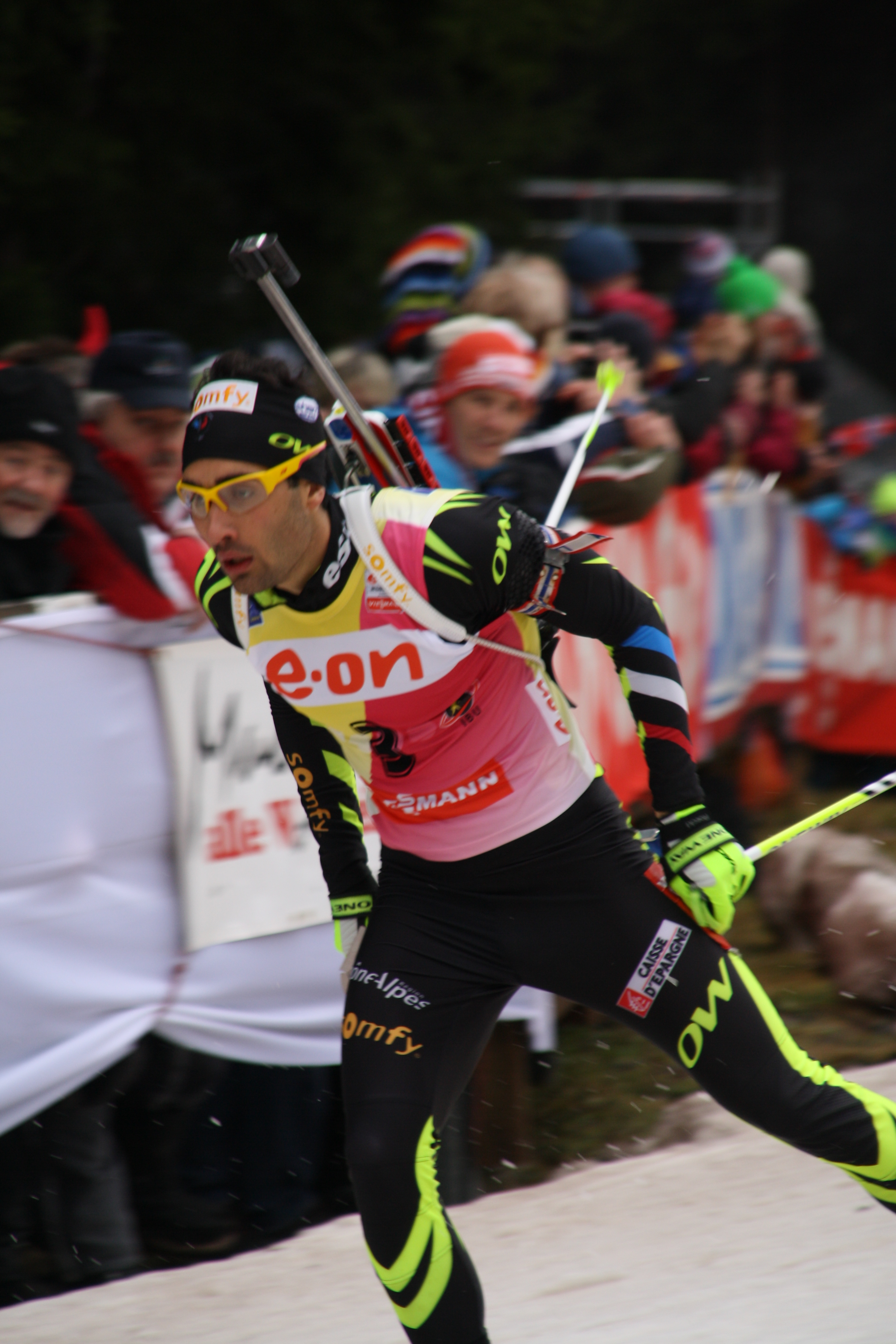
Фуркад на этапе в Оберхофе, 4 января 2014 года.

Как и в предыдущем году, Фуркад начал сезон 2013/14 с победы в индивидуальной гонке в Эстерсунде. Вдобавок к этому, два дня спустя он выиграл спринт. После он покорил и пасьют в Хохфильцине. Однако, победная серия не продолжилась в Анси, где Мартен довольствовался только третьим местом в спринте.
На первом после рождественского перерыва этапе в Оберхофе Мартен выиграл масс-старт, что стало его первым золотым успехом за всё время проведения гонок в Оберхофе. После этого француз решил пропустить этап в Рупольдинге ради подготовки к Олимпийским играм. Его последние перед Олимпиадой гонки, прошедшие в итальянском Антхольце, были не такими успешными, хотя мужская французская команда под предводительством Фуркада смогла одержать победу в эстафете.

#### Олимпийские игры 2014. Сочи
Перед началом Олимпиады в Сочи Фуркад признавался, что находится под давлением со стороны общественности, однако пообещал сделать на Играх всё от него зависящее. Мартен признался, что готов выиграть медаль в каждой гонке, в которой будет участвовать, но многие соперники захотят помешать ему осуществить этот план, особенно норвежец Эмиль Хегле Свендсен, который был настроен крайне серьёзно на предстоящую Олимпиаду. Первая личная гонка, спринт, закончилась для француза разочаровывающим шестым местом и 12-секундным отставанием перед пасьютом. Однако, это не помешало ему собраться с силами и в гонке преследования подняться с шестого места на первое. После последней стрельбы, отправив все 5 патронов точно в цель, Фуркад повернулся к трибунам и поднял руку в победном жесте, понимая, что уже выиграет эту гонку. Таким образом, 10 февраля 2014 года Мартен Фуркад завоевал свой первый титул олимпийского чемпиона. 3 дня спустя, в индивидуальной гонке, Мартен сохранил свою хорошую форму и вновь стал первым, закрыв 19 мишеней из 20 и завоевав своё второе олимпийское золото. Самым ожидаемым событием в биатлоне на этой Олимпиаде была очная борьба между Фуркадом и Свендсеном. Она состоялась 18 февраля в гонке с общего старта. Весь участок трассы после последней стрельбы соперники прошли бок о бок. На последних метрах дистанции казалось, что победа будет гарантированно за норвежцем, но в последнюю секунду Мартен выбросил ногу вперёд и спортсмены пересекли финишную черту одновременно. Исход напряжённой гонки определял фотофиниш. К сожалению для француза, прибор показал, что норвежец был впереди на несколько сантиметров, это означало, что Фуркад остался с серебром. Эта медаль стала третьей для Мартена в Сочи, что сделало его самым успешным мужчиной-спортсменом на этих Олимпийских играх. Вдобавок ко всему, он стал вторым в истории биатлонистом после Уле Айнара Бьёрндалена, которому за свою карьеру удалось выиграть личную золотую медаль Олимпиады, личное золото чемпионата мира, одержать победу в общем зачёте Кубка мира, а также собрать весь набор малых хрустальных глобусов.
После окончания Олимпиады спортсменам предстояло провести ещё 3 недели на Кубке мира. За это время Фуркад стал вторым в масс-старте Поклюки, а также завоевал две серебряные медали в связке спринт-пасьют в Контиолахти (победу в обеих гонках одержал норвежец Йоханнес Бё). Этими медалями француз обеспечил себе третий Большой хрустальный глобус.
Мартен выиграл и последнюю гонку сезона, масс-старт в Осло, что принесло ему также малый хрустальный глобус по зачёту масс-стартов.
Фуркад завершил сезон с титулом двукратного олимпийского чемпиона, серебряной медалью Олимпиады, Большим хрустальным глобусом (третьим в карьере), а также тремя малыми глобусами — в зачёте спринтов, пасьютов и масс-стартов.

### Сезон 2014/15
Перед началом сезона Мартен переболел мононуклеозом и ему пришлось существенно сократить количество тренировок.
В отличие от предыдущих двух лет, Фуркаду не удалось выиграть первую же индивидуальную гонку в Шведском Эстерсунде, которую он завершил на 81 месте, допустив 6 промахов на огневых рубежах. Однако, следующие же гонки — спринт и пасьют — он смог выиграть, чем вновь заставил всех говорить о себе, как о главном претенденте на Большой хрустальный глобус.
Его следующая победа пришлась на гонку преследования в Хохфильцене, где благодаря чистой стрельбе он смог подняться с седьмого на первое место. Поклюка оказалась не такой успешной в плане результатов, однако Мартену удалось набрать определённое количество очков в общем зачёте.
Гонки в Оберхофе в конце первой недели 2015 года оказались удачными для француза и ознаменовались его победой в спринте и масс-старте. Заключительная стрельба масс-старта стала одним из самых ярких и запоминающихся моментов сезона, когда спортсменам пришлось противостоять сильнейшим порывам ветра и Фуркад оказался единственным, кому удалось терпеливо выждать стихию и отстрелять чисто, в то время как его соперники один за другим допускали промахи и уходили на штрафные круги.
После двух последующих не очень успешных выходных, когда ближайшие преследователи — Шипулин и Шемпп — смогли существенно сократить своё отставание от лидера в общем зачёте, Мартен вновь упрочил свои позиции, став четвёртым и третьим в Нове-Место в спринте и пасьюте соответственно.
В последние выходные перед чемпионатом мира, в Осло, француз, наконец, вернулся к своей лучшей форме, уверенно выиграв индивидуальную гонку. Начав её под первым номером, он отстрелял чисто все 4 рубежа и в течение всей гонки держался на первом месте. В следующем спринте Фуркад занял второе место за немцем Арндом Пайфером.
На чемпионате мира в финском Контиолахти Фуркад завоевал шестой титул чемпиона мира, выиграв индивидуальную гонку. Допустив одну ошибку на стрельбе, Мартену пришлось догонять ближайшего соперника — Эмиля Хегле Свендсена — который прошёл дистанцию без промахов. Больше Мартен не ошибался, поэтому благодаря высокой скорости смог обойти норвежца и закончить гонку на первом месте. Завоевав свою шестую личную золотую медаль, Мартен стал третьим в рейтинге самых успешных обладателей личного золота с чемпионатов мира, уступая лишь норвежцу Уле Айнару Бьёрндалену и французу Рафаэлю Пуаре, и обойдя в рейтинге своего соперника Свендсена, а также Александра Тихонова и Франка Ульриха, на счету у которых по пять личных золотых медалей.
На финальном этапе Кубка мира в Ханты-Мансийске Фуркад одержал восьмую за сезон победу, выиграв спринт. Затем он стал четвёртым в пасьюте, что, однако, было достаточно для оформления победы в общем зачёте Кубка мира, так же, как и в зачёте пасьютов.
Несмотря на перенесённый в межсезонье мононуклеоз, Мартен смог завоевать Большой хрустальный глобус, а также два малых глобуса по зачёту спринтов и пасьютов. Он стал первым в мире биатлонистом, которому удалось выиграть БХГ четыре раза подряд.

### Сезон 2015/16
Перед стартом биатлонного сезона 15/16 Мартен решил попробовать себя в лыжных гонках, приняв участие в гонке в Бейтостолене (12 место), а затем и в первой официальной гонке Кубка мира в Руке (Финляндия), где Фуркад стал 22-м в гонке на 10 км, показав третий результат во французской команде и побив свой предыдущий рекорд, когда в 2012 году на этапе Кубка мира по лыжным гонкам он стал 47-м.
Как и годом ранее, Фуркад начал биатлонный сезон с невпечатляющего выступления в индивидуальной гонке Эстерсунда. И, как и годом ранее, смог вовремя собраться и выиграть две последующие гонки — спринт и пасьют. В общей сложности он допустил пять промахов в двух гонках, но благодаря высокой скорости на лыжне без проблем обогнал своих соперников.
В Хохфильцине главная борьба разворачивалась между Фуркадом и Шемппом. Немец стал первым в спринте, в то время как француз оказался вторым, а в гонке преследования спортсмены поменялись местами — на высшей ступени пьедестала оказался Мартен, оставив соперника с серебром. Гонки в Поклюке оказались неплохими, но не блестящими для Фуркада, который смог завоевать серебро. Шемпп же при этом смотрелся значительно лучше, вновь взяв золото.
В последующей связке гонок в Рупольдинге оба главных преследователя Фуркада — Бьёрндален и Шемпп — отсутствовали по причине болезни, что позволило Мартену значительно оторваться от них в общем зачёте. После первых выходных в Германии на второе место в зачёте вышел норвежец Эмиль Хегле Свендсен. Основная борьба в последней гонке уикенда — масс-старте — разворачивалась именно между ними. Два соперника шли бок о бок до самого последнего огневого рубежа, на котором должна была решиться судьба гонки. Мартену удалось совладать с нервами и отстрелять чисто, что в итоге привело его к победе, Эмиль же допустил сразу три промаха, что тут же отбросило его на 13 место.
Затем Фуркад ещё раз показал свою хорошую форму, выиграв индивидуальную гонку в Рупольдинге и став вторым в масс-старте. Следующие выходные в Антхольце стали не такими плодотворными для Мартена и запомнились только тем, что в пасьюте он смог подняться с 28 места на 4.

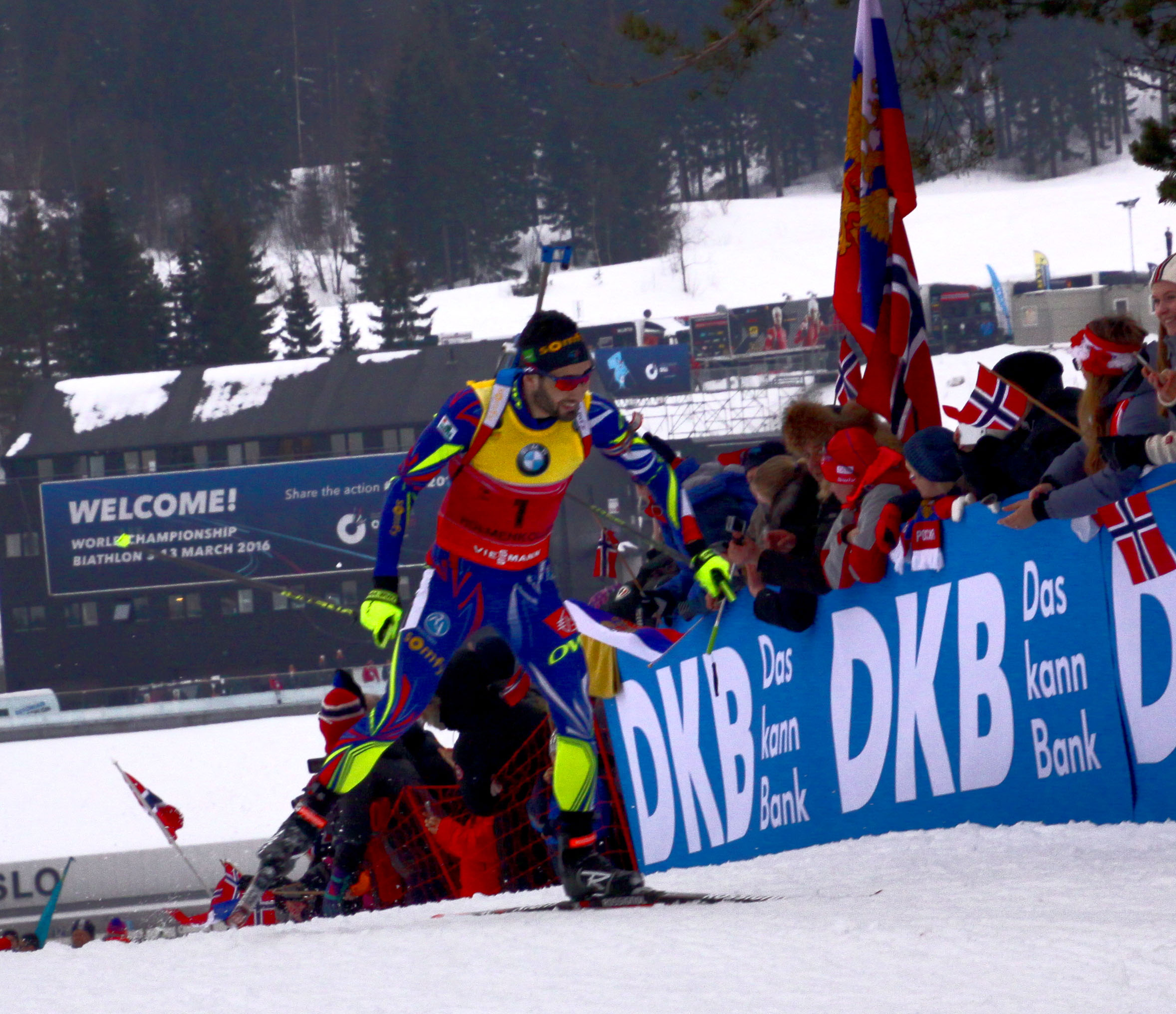
Мартен на чемпионате мира в Осло, 2016

Поездка в Северную Америку началась для француза очень хорошо, так как он смог выиграть первый же спринт в Кэнморе. Также со своей напарницей Мари Дорен-Абер он одержал победу в одиночном миксте. В спринте Преск-Айла Фуркад финишировал третьим за норвежцем Йоханнесом Бё и россиянином Антоном Шипулиным. В последующем пасьюте Бё готовился оформить золотой дубль, но два промаха на заключительной стрельбе помешали ему сделать это. Мартен же, отстрелявший чисто, воспользовался своим шансом и обошёл норвежского конкурента. Одержав победу в преследовании, Фуркад сравнялся по количеству золотых медалей Кубка мира со своим давним кумиром, французом Рафаэлем Пуаре. Также эта гонка была ознаменована тем, что стала сотой гонкой для Мартена, которую он провёл в жёлтой майке лидера сезона.
Для подготовки к чемпионату мира в норвежском Хольменколлене Мартен провёл часть межсезонья в Осло. Судя по первой части чемпионата, это оказалось хорошим решением, так как Мартен принёс своей команде золото в смешанной эстафете, а затем уверенно выиграл связку спринт-пасьют. Этими золотыми медалями Фуркад уже оформил себе пятый подряд Большой хрустальный глобус, а также завоевал девятый титул чемпиона мира. Затем золотая полоса продолжилась, подарив Мартену ещё одно золото — на этот раз в индивидуальной гонке. У Фуркада была минута штрафа после промаха на первой стрельбе, но, как и в предыдущих гонках чемпионата, эта ошибка была его единственной и позволила обойти отстрелявшего чисто австрийца Доминика Ландертингера. Взяв своё десятое золото чемпионата мира, Фуркад установил ещё один рекорд по количеству гонок, выигранных на нескольких подряд чемпионатах мира. Кроме того, он обошёл австрийца Симона Эдера в зачёте индивидуальных гонок и положил в свою копилку ещё один малый хрустальный глобус. Последняя гонка чемпионата мира, масс-старт, лишила француза возможности увезти с собой все четыре личные золотые медали, так как на последнем круге норвежец Йоханнес Бё оставил его позади, заставив довольствоваться лишь серебром.
Фуркад закончил этот сезон, собрав всю коллекцию глобусов, — как Большой хрустальный глобус, так и все малые, повторив свой собственный рекорд трёхлетней давности. А также увёз во Францию пять медалей с чемпионата мира. По собственному признанию, этот сезон стал одним из самых успешных в карьере француза.

### Сезон 2016/17

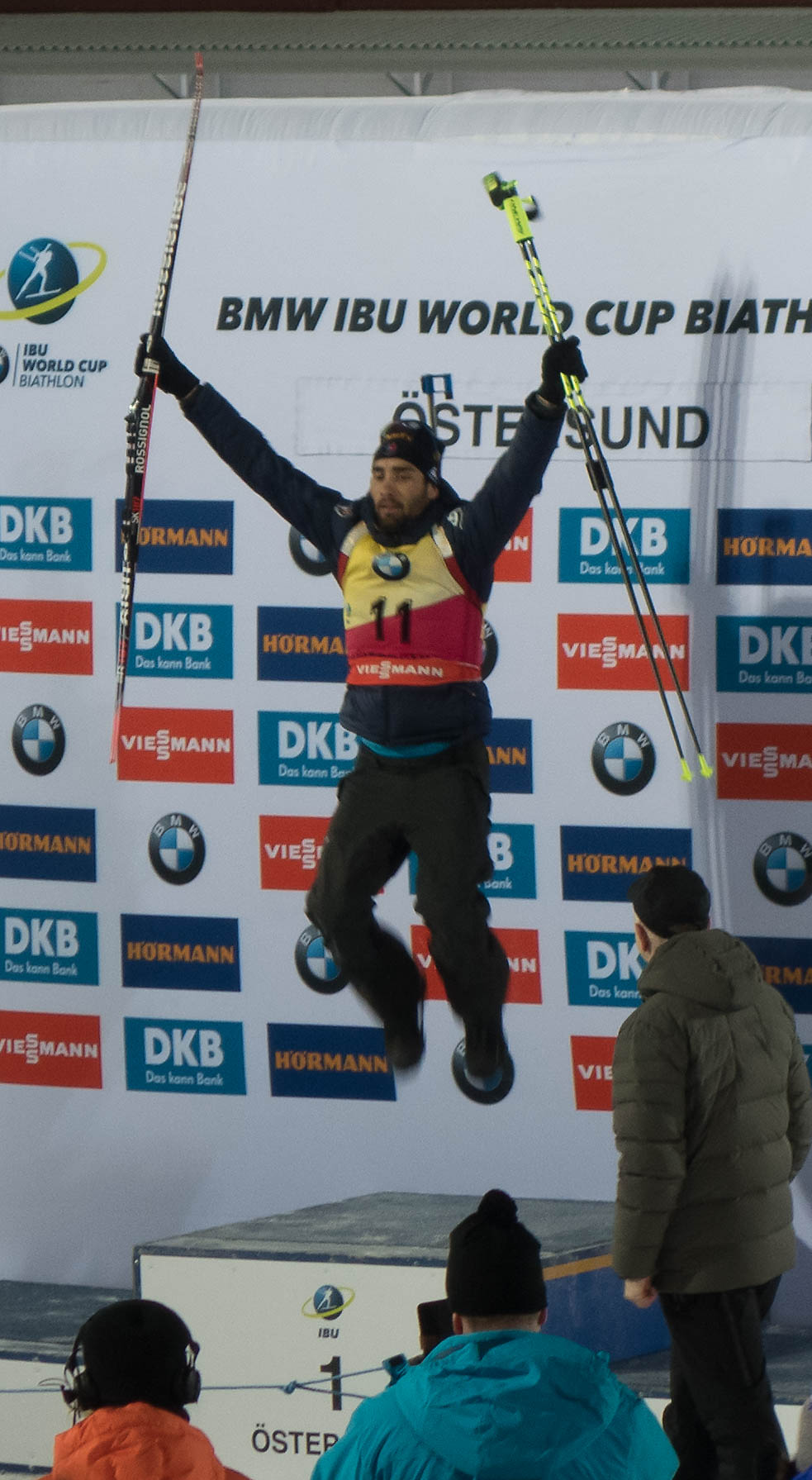
Победа Мартена в Эстерсунде, 2016/17

Уже первая неделя сезона в Эстерсунде показала, что сезон для Фуркада будет складываться успешно. Он начал выступления с уверенной победы в одиночной смешанной эстафете с Мари Дорен-Абер. Затем Фуркад выиграл индивидуальную гонку, первую личную дисциплину сезона. Несмотря на 2 промаха на первой стрельбе стоя, он закрыл все оставшиеся мишени, в то время как Йоханнес Бё, сохраняющий уверенное лидерство вплоть до последнего огневого рубежа, не справился с нервами и ветром и промахнулся дважды. Это позволило Мартену, который смотрелся намного сильнее ходом, прийти первым. Лидировал Мартен и в последующем спринте, не допустив ни одного промаха и обеспечив себе значительное 42-секундное преимущество для гонки преследования. Однако, в следующей гонке удержать его ему не удалось. Став жертвой собственных нервов и сильных порывов ветра на огневых рубежах, Фуркад допустил 4 промаха и остался только третьим. Эта бронзовая медаль, однако, уже дала французу значительный отрыв в общем зачёте сразу после первого уикенда сезона.
Фуркад продолжил доминировать в Поклюке, оформив хет-трик. В спринте, благодаря хорошей скорости и быстрому заключительному кругу, он обошёл отстрелявшего чисто норвежца Йоханнеса Бё и пришёл первым. Эта золотая медаль означала то, что теперь у Фуркада есть как минимум по одной победе с каждого из постоянных этапов Кубка мира. В гонке преследования француз отстрелял чисто все огневые рубежи и легко ушёл от россиянина Антона Шипулина, который к последней стрельбе вёл борьбу за серебро с Эмилем Хегле Свендсеном. В заключительный день в Словении Фуркад привёл свою команду к победе в мужской эстафете, с самого начала своего этапа имея комфортное 20-секундное преимущество над соперниками благодаря хорошей работе товарищей по команде — Жана-Гийома Беатрикса, Кантена Фийона-Майе и Симона Дестьё.
Вторые выходные подряд Фуркад сумел выиграть три гонки из трёх, на этот раз в чешском Нове-Место. В спринте, имея один промах, он сумел на 1,6 секунд обойти отстрелявшего чисто Шипулина. Единственный промах в последующей гонке преследования также не помешал французу взять золото, а закончил выходные он ещё одной победой — в масс-старте, с 19 точными выстрелами из 20, оформив 7 победу из 8 прошедших личных гонок. Таким образом, побывав на подиуме во всех личных гонках сезона (7 раз первый и 1 раз третий) и взяв золото в обеих прошедших эстафетах, француз поставил рекорд, проведя самый успешный декабрь в истории биатлона.
Первые гонки после рождественского перерыва проходили в Оберхофе. В спринте Фуркад шёл лидером до второго огневого рубежа, но в итоге не смог справиться с сильными порывами ветра и допустил сразу 3 промаха. Он закончил гонку на восьмом месте, что стало его худшим результатом в сезоне, а также прервало его серию из 10 подиумов подряд (из них 8 личных). Однако, Фуркад смог взять реванш в следующем пасьюте. Отстреляв 19 из 20, он смог не только отыграть 51-секундное отставание от Юлиана Эберхарда, но и привезти более минуты финишировавшему за ним Арнду Пайфферу. Этой победой Мартен продолжил серию из хотя бы одной выигрышной гонки на каждом этапе проходящего Кубка мира. В масс-старте француз промахнулся дважды и финишировал третьим за немцами Симоном Шемппом и Эриком Лессером, несмотря на лидерство после последней стрельбы. Эта медаль стала для Фуркада десятой из 11 прошедших личных гонок сезона.
Фуркад продолжил копить победы на следующем этапе в Рупольдинге. В спринте он обошёл Юлиана Эберхарда и Эмиля Хегле Свендсена, финишировавших вторым и третьим соответственно. В последовавшем после этого пасьюте Эберхард практически сразу выпал из борьбы за победу, но Свендсен смог приблизиться к французу из-за его трёх промахов на стрельбе. Некоторое время перед заключительной стрельбой норвежец шёл лидером, но Фуркад, в отличие от своего соперника, смог совладать с нервами и закончить стрельбу чисто, что позволило ему вновь завоевать лидирующую позицию и удержать её до самого финиша.
Шестая соревновательная неделя, проходящая в итальянском Антхольце, обычно выдаётся непростой для Фуркада. Так случилось и в этот раз. Допустив два промаха в индивидуальной гонке, он финишировал вторым за Антоном Шипулиным, который ошибся на стрельбе лишь один раз. Серебряная медаль позволила Мартену подняться на подиум в 13-й раз из 14 прошедших гонок. Затем Фуркад принял решение пропустить мужскую эстафету ради подготовки к масс-старту. Однако, это не помогло ему взять медаль. Допустив 3 промаха, он финишировал лишь пятым, во второй раз за сезон не попав на подиум.
Первая часть чемпионата мира в Хохфильцене омрачилась для всех поклонников биатлона рядом скандалов, связанных с допингом. Главными действующими лицами стали российская сборная и Мартен Фуркад, недовольный возвращением на Кубок мира отбывшего наказание за применение тяжёлого допинга россиянина Александра Логинова. Однако, это не помешало концентрации француза. В первой же гонке чемпионата — смешанной эстафете — француз отстрелял чисто и привёл свою команду к серебру. В следующем спринте Фуркад не смог улучшить свои финишные позиции, но взял бронзовую медаль, допустив по промаху на каждом из огневых рубежей. С такой стрельбой он не смог составить конкуренцию отстрелявшим чисто немцу Бенедикту Доллю и норвежцу Йоханнесу Бё. Долго ждать золота французу не пришлось. Уже в следующей гонке преследования он захватил лидерство сразу после первого огневого рубежа и уже не утрачивал его до самого конца, финишировав с большим запасом. Завоевав в этой гонке медаль высшей пробы, Фуркад стал 11-кратным чемпионом мира. Кроме того, это ознаменовало ещё один рекорд для француза — уже 7 лет подряд Фуркад увозит хотя бы одно личное золото с главных стартов сезона. До него такое не удавалось ни одному биатлонисту в истории. В последних 4 главных стартах француз неизменно брал золото в индивидуальных гонках, но на этот раз ему не удалось защитить свой титул. Стартовав в первой группе, он допустил по одному промаху на каждой стрельбе из положения лёжа. Это дало шанс многим спортсменам, стартовавшим позже. Но воспользоваться этим смогли только чех Ондржей Моравец и американец Лоуэлл Бейли, не допустившие ни одного промаха. Фуркад остался третьим, вновь взяв бронзовую медаль. После этого француз привёл свою команду к серебру в мужской эстафете. Заключительная гонка чемпионата, масс-старт, стала разочаровывающей для Фуркада. Придя к заключительной стрельбе в группе лидеров, Мартен слишком поторопился, стараясь первым открыть стрельбу. Это привело к двум промахам и итоговому пятому месту на финише — единственной гонке без медали для Мартена здесь. Это не помешало Фуркаду возглавить рейтинг спортсменов по количеству выигранных медалей, сделав его самым успешным мужчиной-спортсменом на этом чемпионате.
После небольшого перерыва биатлонисты отправились на предолимпийскую неделю в корейский Пхёнчхан. Первая гонка, спринт, принесла Мартену по одному промаху на каждом огневом рубеже и, благодаря высокой скорости, третье место за Юлианом Эберхардом и Лоуэллом Бейли. Это третье место, однако, не помешало Фуркаду вновь переписать историю своего вида спорта, в шестой раз подряд оформив победу в общем зачёте Кубка мира. Как и много раз до этого, Фуркад вновь смог взять реванш в последующей гонке преследования. Отстреляв 20 из 20 и оставив позади австрийца и американца, промахнувшихся несколько раз, Мартен финишировал первым, имея солидное преимущество над россиянином Антоном Шипулиным. Эта 12-я победа позволила Фуркаду повторить рекорд норвежца Бьёрндалена по количеству побед за один сезон. Завершил соревновательную неделю Мартен ещё одной победой в мужской эстафете.
В спринте Контиолахти, несмотря на один промах, Фуркад смог на 0,6 секунд обойти чеха Моравеца и оформить свою 13 победу за сезон, что стало абсолютным рекордом среди мужчин за всю историю биатлона. Француз не смог удержать лидерство в следующей гонке, завершив пасьют пятым с четырьмя промахами. По итогам этих гонок Мартен оформил для себя также малые хрустальные глобусы по зачётам спринтов и пасьютов.
Заключительная соревновательная неделя проходила для биатлонистов в норвежском Хольменколлене. В первом спринте француз допустил промах и финишировал вторым за Йоханнесом Бё. В пасьюте он также не смог отыграть позиции, вновь взяв серебро, проиграв на этот раз Шипулину около 5 секунд. Ключевым моментом гонки сала борьба Фуркада с норвежцем Бё на заключительным круге. По словам француза, ему было важно взять реванш за проигрыш на прошлогоднем чемпионате мира, когда он не смог обойти Йоханнеса в заключительном масс-старте. Заключительная гонка сезона 16/17 — масс-старт — была важна в плане борьбы за малый хрустальный глобус данной дисциплины. Перед началом состязаний Фуркад проигрывал немцу Симону Шемппу чуть больше 20 очков. По итогу гонки Мартен смог превзойти немца и забрать ещё один малый хрустальный глобус, но и здесь не обошлось без драмы. Фуркад провёл блестящую гонку, единственный отстрелял чисто на всех огневых рубежах, но перед началом гонки француз забыл зарядить обоймы своей винтовки, поэтому ему пришлось просить помощь на первом огневом рубеже. Он получил её от тренера своей сборной, что противоречит правилам IBU, так как передавать обойму спортсмену мог только судья. После окончания гонки был очень высок риск дисквалификации Фуркада за нарушение правил. Внимательно изучив ситуацию, судьи пришли к выводу, что вины спортсмена в этом нет, и первое место француза было сохранено. Таким образом, эта победа стала 14 за сезон для Фуркада, что ещё больше упрочило его рекорд среди мужчин и сравняло его по этому показателю с давним рекордом шведки Магдалены Форсберг, так же добывшей 14 побед в сезоне 2000/2001.
Сезон 16/17 получился поистине выдающимся и рекордным для француза.
По окончании сезона Фуркад вновь взял все 5 хрустальных глобусов в третий раз в своей карьере, при чём ему удалось сделать это второй сезон подряд. Его Большой хрустальный глобус стал шестым для француза, что тоже составляет рекорд для биатлона, учитывая, что эту награду Фуркад также завоёвывает уже шестой сезон подряд. Помимо этого, он сравнялся по количеству хрустальных глобусов с Уле Айнаром Бьёрндаленом. Вдобавок ко всему, француз установил ещё один рекорд, имея по окончании сезона 16/17 1322 очка в общем зачёте и обогнав своего ближайшего преследователя на 404 очка.

### Сезон 2017/18

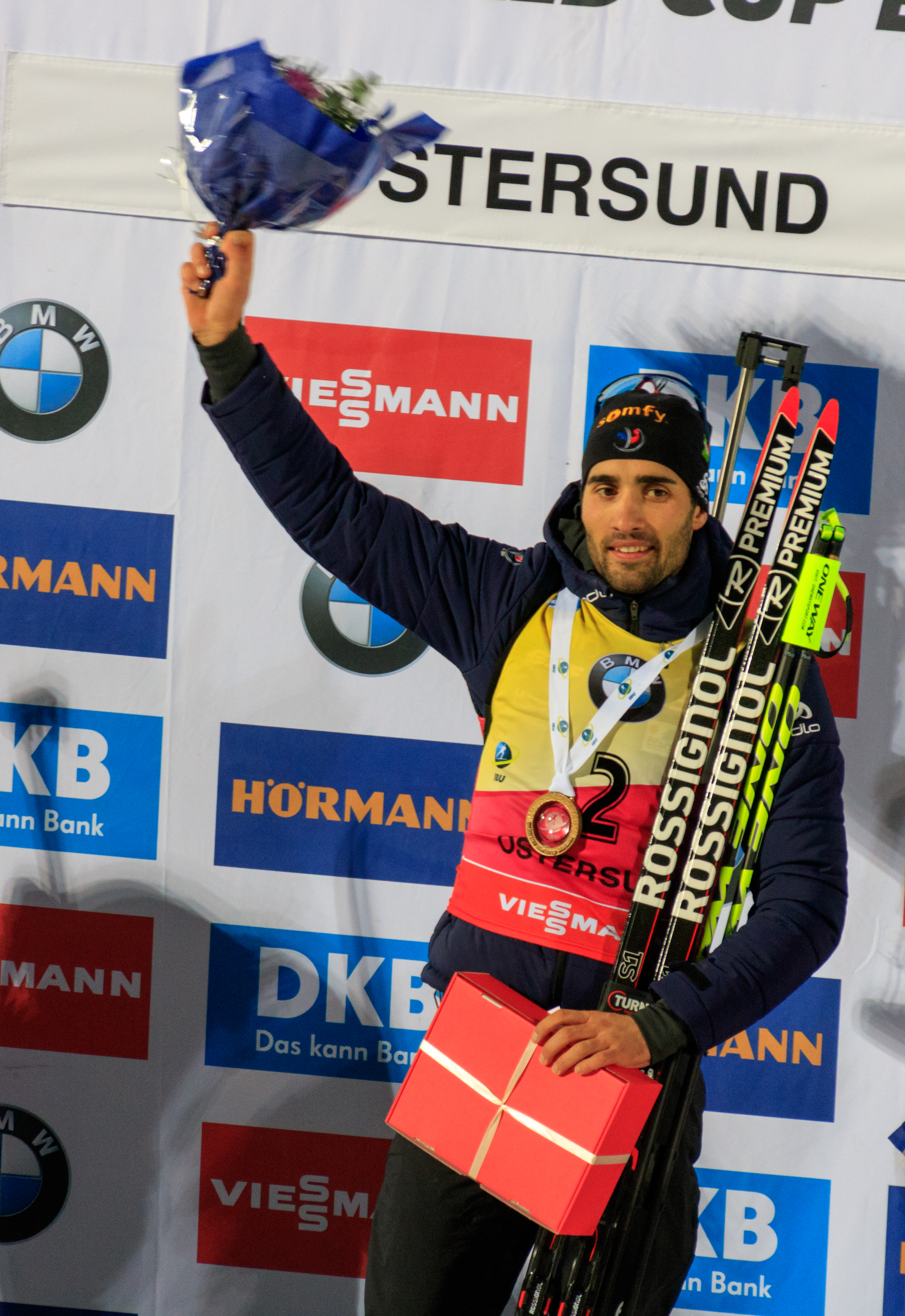
Мартен в Эстерсунде, 2017/18

Как и много лет до этого, первые биатлонные выходные в Эстерсунде получились успешными для Фуркада. Он не смог завоевать медаль в одиночной смешанной эстафете с Мари-Дорен Абер, они остались лишь четвёртыми, но это была единственная гонка без медали для Фуркада на этом этапе. Промахнувшись дважды на последнем огневом рубеже в индивидуальной гонке, Мартен финишировал третьим за норвежцем Йоханнесом Бё и своим товарищем по команде Кантеном Фийоном-Майе. В последующем за этим спринте, несмотря на один промах, Фуркад долгое время сохранял лидерство, показав высокую скорость, но имеющий более поздний стартовый номер Тарьей Бё вмешался в планы француза, опередив Мартена на финише всего на 0,7 секунд и оставив его с серебряной медалью. Это немного испортило статистику Фуркада, впервые с 2010 года он не выиграл хотя бы одну из первых двух гонок Кубка мира, но долго победы ему ждать не пришлось. Непростой ветер во время гонки преследования обещал непредсказуемые результаты, но Мартен сумел закрыть 19 мишеней из 20 и финишировал первым с 50-секундным преимуществом над Яковом Факом и Фийоном-Майе. Это означало, что в седьмой раз подряд Мартен смог завоевать как минимум одно личное золото на первом этапе Кубка Мира и снова уезжал из Швеции в жёлтой майке лидера тотала.
Вторая соревновательная неделя в Хохфильцене принесла Фуркаду ещё два подиума. В спринте он финишировал вторым за Йоханнесом Бё, отстреляв чисто, но потеряв 12 секунд на трассе и огневых рубежах. В пасьюте, допустив неожиданные 5 промахов, француз стал третьим за Йоханнесом и Яковом Факом.
Следующий этап Кубка мира, впервые с 2013 года, принимал французский Анси. Успешное выступление на родном этапе было одной из целей на сезон для Фуркада, которые он озвучивал ещё осенью. Воплотить эту цель он смог в первом же спринте, взяв серебро, но вновь оказавшись вторым за Йоханнесом Бё. Норвежец смог выиграть и следующий за этим пасьют, оформив четвёртую победу подряд, Мартен же финишировал снова вторым, имея минутное отставание. Победную серию норвежца Мартен прервал в последней перед рождественским перерывом гонке — масс-старте. Отстреляв чисто на всех огневых рубежах, Фуркад уверенно финишировал первым и закончил календарный год, имея лидерство не только в общем зачёте, но и в зачёте гонок с массовым стартом. Также это означало то, что во всех личных гонках первых трёх этапов сезона Мартен неизменно был на подиуме.
Много раз до этого первый этап после рождественского перерыва был трудным для Фуркада, но в этот раз гонки в туманном Оберхофе сложились для него иначе. Отстреляв чисто в спринте, француз смог опередить своего давнего соперника Эмиля Хегле Свендсена и финишировал первым, оставив норвежца с серебром. Ближайший же конкурент Фуркада в этом сезоне — ещё один норвежец Бё — допустил два промаха, но всё же добрался до подиума, став третьим. Мартен смог сохранить этот настрой для следующей гонки преследования. Промахнувшись лишь один раз первым выстрелом, он прошёл все остальные огневые рубежи чисто, в то время как преследовавшие его норвежцы допустили слишком много промахов, что привело Фуркада к золотой медали в третьей подряд гонке. Более того, он даже смог позволить себе понаблюдать за стрельбой норвежцев на последнем огневом рубеже. Закончив последнюю стрельбу без промахов, Мартен задержался на огневом рубеже на несколько секунд и повернулся к стрелявшим в это время Свендсену и братьям Бё, что стало ответным жестом француза на интервью Эмиля, которое тот дал накануне и в котором утверждал, что Фуркад боится норвежскую команду.
После этого большой биатлон перебрался в Рупольдинг и оберхофский туман и дождь сменились ясной солнечной погодой. Это, однако, не сбило настрой Фуркада, который в первой же индивидуальной гонке оформил четвёртую подряд и пятую в этом сезоне победу. Олимпийский чемпион в этом виде программы шёл лидером до самого последнего огневого рубежа, но неожиданно промахнулся последним выстрелом. Это дало шансы преследовавшему его Йоханнесу Бё не только выиграть эту гонку, но и завоевать малый хрустальный глобус в зачёте индивидуальных гонок. Однако, Бё так же промахнулся, а отстрелявший чисто чех Ондржей Моравец закончил гонку вторым и отбросил норвежца на третье место. Это означало, что в зачёте индивидуальных гонок у Фуркада и Бё было равное количество очков (в первой гонке сезона норвежец был первым, а француз третьим, в Рупольдинге они поменялись местами). Также эта гонка ознаменовалась тем, что стала 14 подряд гонкой, которую француз закончил на подиуме, таким образом, он смог побить свой собственный рекорд. Затем Фуркад финишировал вторым в масс-старте за Йоханнесом Бё, сумев собраться после двух промахов на стрельбе стоя и завоевал свой 15 подиум подряд благодаря чистой стрельбе на оставшихся рубежах и быстрому ходу на последнем круге.
Последний перед Олимпиадой этап в итальянском Антхольце показал блестящую форму Бё, который выиграл спринт и пасьют. Фуркад в обеих гонках оставался вторым. Однако, в последней гонке — масс-старте — француз собрался и смог одержать победу, несмотря на два промаха. А благодаря тому, что Йоханнес финишировал только шестым, отрыв Фуркада в общем зачёте увеличился ещё больше.

#### Олимпийские игры 2018. Пхёнчхан

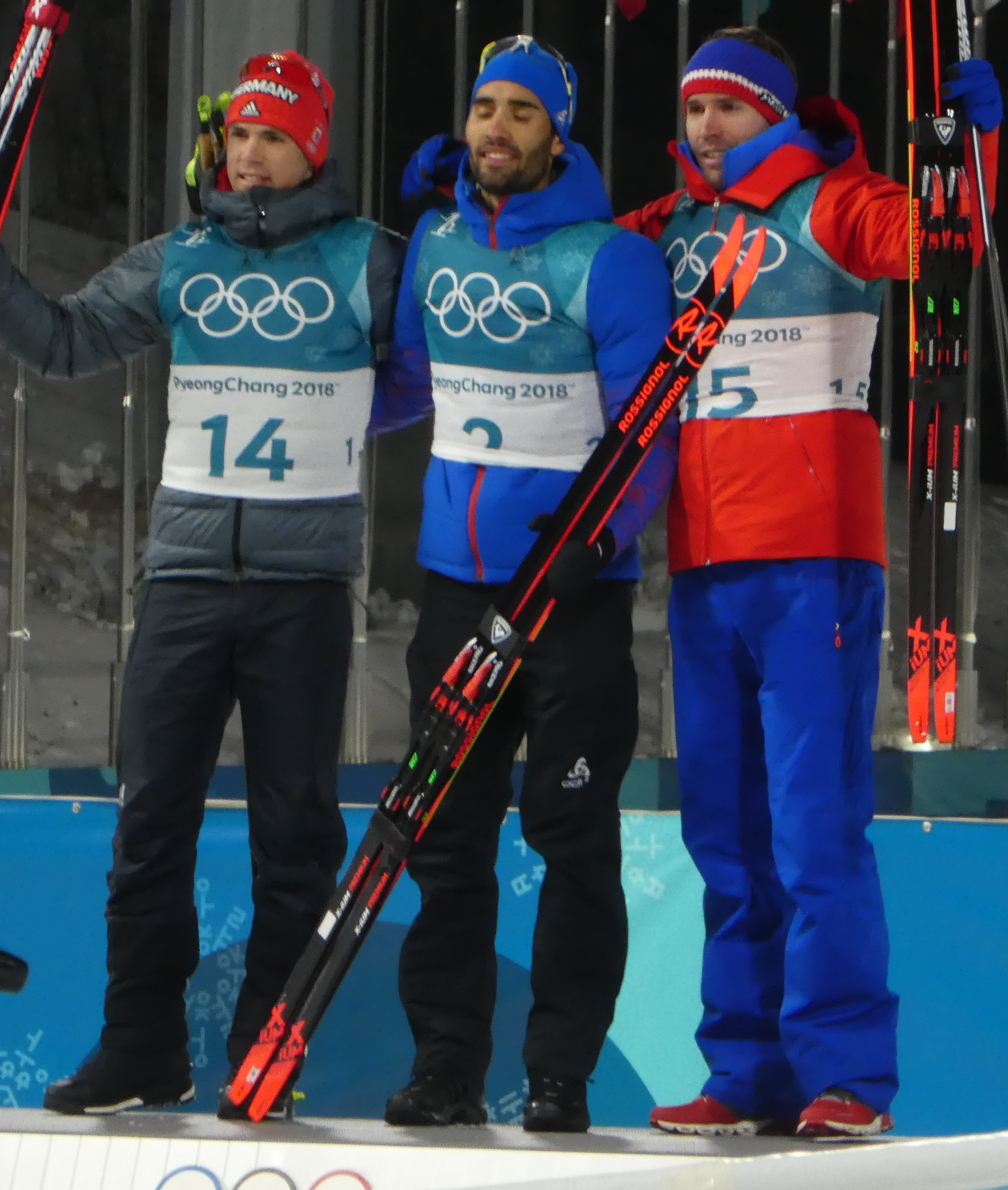
Призёры олимпийского масс-старта

За несколько месяцев до Олимпийских игр в Корее Мартен Фуркад был официально выбран знаменосцем своей сборной на церемонии открытия. Он признался, что это является большой честью для него и заявил также, что не верит в «проклятье знаменосца» и не думает, что это может повлиять на его результаты на Играх. Своей целью на Олимпиаду француз назвал одно личное золото, сказав, что только после завоевания одной медали будет мечтать о большем. Его мечты, однако, не воплотились в жизнь в первой гонке Олимпиады — спринте. Главные претенденты на золото — Фуркад и Бё — допустили по 3 промаха на стрельбе. Фуркад закончил гонку восьмым, а звание олимпийского чемпиона получил немец Арнд Пайфер. Несмотря на эту неудачу, как и четыре года назад в Сочи, у Фуркада, имеющего около полуминуты отставания от лидера, были все шансы на медаль в гонке преследования благодаря хорошей стартовой позиции. И, как и в Сочи, это сработало в пользу француза. Фуркад промахнулся лишь однажды и показал высокую скорость на лыжне, вновь вскинув кулак в победном жесте после чистой стрельбы на последнем огневом рубеже и финишировав первым с флагом своей страны. Мартен стал единственным спортсменом в истории биатлона, которому удалось защитить олимпийский титул в гонках преследования. Став трёхкратным олимпийским чемпионом, Фуркад сравнялся по количеству олимпийских титулов с французским горнолыжником Жаном-Клодом Килли, став вторым спортсменом в истории Франции, которому удалось добиться такого успеха на Олимпийских играх. Более того, он обновил свой рекорд из как минимум одной личной золотой медали на главных стартах сезона, доведя этот показатель до 8 лет подряд (что также является абсолютным рекордом во всех лыжных видах спорта). Но Олимпиада на этом ещё не закончилась. В следующем старте — индивидуальной гонке — Мартен уверенно шёл лидером до последнего огневого рубежа и готовился взять второе золото в Корее, но неожиданные промахи двумя последними выстрелами вычеркнули его из списка претендентов на медаль. Олимпийским чемпионом в той гонке стал главный для Мартена в этом сезоне соперник — норвежец Йоханнес Бё. Фуркада это, однако, не сломило. Несмотря на неудачи в масс-стартах на последних чемпионатах мира, Мартен подошёл к заключительной личной гонке в полной готовности. Йоханнес Бё выпал из борьбы за медаль уже на втором огневом рубеже, допустив три промаха, в то время как Фуркад, промахнувшийся на первой стрельбе, подбирался всё выше к лидерам. Отстреляв чисто первую стойку, француз ушёл в гонку в компании немцев Симона Шемппа и Эрика Лессера с комфортным преимуществом над остальными спортсменами. На последней стрельбе Лессер допустил два промаха, Шемпп промахнулся один раз. У Мартена были все шансы на безоговорочную победу при чистой стрельбе, но он так же допустил промах последним выстрелом. В гонку он ушёл вместе с Шемппом. Весь последний участок трассы до финиша француз и немец прошли рядом. На заключительных метрах дистанции спортсмены устроили зрелищную борьбу и финишировали одновременно, судьбу гонки определял фотофиниш. Прибор показал, что Фуркад был впереди немца на 14 сантиметров, и это позволило Мартену взять свою четвёртую золотую олимпийскую медаль, что сделало его самым успешным спортсменом Франции, а также самым успешным спортсменом в личных дисциплинах на этой Олимпиаде, повторив его рекорд в Сочи. Следующей гонкой в Пхёнчхане была смешанная эстафета, в которой Фуркад был финишёром. После этапов Мари Дорен-Абер, Анаис Бескон и Симона Дестьё, именно Мартен на своём заключительном этапе смог навязать борьбу шедшему в 30 секундах впереди немцу и благодаря высокой скорости и чистой стрельбе вновь финишировал на первом месте с флагом Франции в руках. Последняя гонка Олимпиады — мужская эстафета — завершилась для французов неудачно. Французская сборная в составе Симона Дестьё, Эмильена Жаклена, Мартена Фуркада и Антона Гигонна, финишировала лишь на 5 месте, зайдя на 3 штрафных круга. Фуркад закончил эту Олимпиаду с тремя золотыми медалями и, с учётом предыдущих Игр в Сочи, званием пятикратного олимпийского чемпиона, что вписало его имя в историю своей страны, сделав самым титулованным спортсменом в истории Франции, как на зимних, так и на летних Олимпийских играх.
После Олимпиады гонки Кубка мира и борьба за Большой хрустальный глобус возобновились в Финляндии. За несколько дней до гонок Фуркад перенёс кишечную инфекцию, но всё же был полон решимости стартовать в спринте. Плохое самочувствие не позволило ему участвовать в гонке, и он снялся с соревнований за 10 минут до старта. Он также пропустил эстафеты, но пришёл в себя к масс-старту. После первой стрельбы, на которой француз промахнулся дважды, казалось, что гонка для Фуркада закончена, но он больше не допустил ни одной ошибки и после последнего огневого рубежа отправился к финишу лидером. Однако на последних метрах дистанции австриец Юлиан Эберхард обошёл измученного погоней и болезнью француза и оставил его с серебряной медалью. Несмотря на это, второе место послужило хорошим завершением этапа для француза, который, благодаря финишировавшему только лишь 19-м норвежцу Йоханнесу Бё, смог ещё сильнее оторваться от него в общем зачёте.
Предпоследняя соревновательная неделя в норвежском Хольменколлене была шансом для Фуркада ещё больше упрочить свою лидирующую позицию в общем зачёте. В спринте он отстрелял чисто, но не смог финишировать первым из-за падения и сломанной лыжной палки на первом круге. Но он снова оказался на подиуме, став третьим за норвежцами Хенриком Лабе-Лундом и Йоханнесом Бё, который опередил француза всего на секунду. Фуркад собрался к следующей гонке и уверенно выиграл пасьют. Придя на последний огневой рубеж вместе со вчерашним победителем Лабе-Лундом, француз, в отличие от него, отстрелял чисто и финишировал первым. Бё остался снова вторым. Эта победа сделала Мартена самым титулованным биатлонистом на этапе в Хольменколлене за всю историю проведения здесь соревнований Кубка мира и принесла ещё больше очков в общем зачёте.
Последний этап сезона в Тюмени начался крайне успешно для Фуркада. После чистой стрельбы в спринте он финишировал первым с полуминутным преимуществом над Симоном Дестьё и Фредриком Линдстрёмом, расположившимися на двух других ступенях пьедестала. Основной конкурент Мартена в борьбе за Большой хрустальный глобус, Йоханнес Бё, закончил гонку на 19 месте, что позволило Фуркаду за 2 гонки до конца сезона оформить победу в общем зачёте, завоевав исторический седьмой Большой хрустальный глобус, что до него не удавалось ещё ни одному спортсмену в истории биатлона. Также этой победой Мартен гарантировал себе седьмой подряд малый глобус в зачёте спринтов. После такого успеха он мог больше не концентрироваться на оставшихся соревнованиях, но в следующей гонке преследования продолжил вести борьбу за победу, имея преимущество в течение всей гонки и закончив её на первом месте, что принесло Фуркаду 70-ю личную победу на Кубке мира и 74-ю в карьере с учётом олимпийских побед. Кроме того, это означало, что из всех 22 гонок на Кубке мира, в которых Мартен принимал участие в этом сезоне, он 22 раза финишировал на подиуме, что является абсолютным рекордом в истории этого спорта. Подиумная серия прервалась только в последней гонке — масс-старте — которую Фуркад закончил на 19 месте, допустив 4 промаха. Это стало его худшим результатом с марта 2016 года, когда в спринте Ханты-Мансийска он финишировал 40-м. Во всех остальных гонках за два года Фуркад не опускался ниже 8 места.
Француз закончил этот сезон с тремя золотыми олимпийскими медалями, седьмым подряд Большим хрустальным глобусом и полным набором малых хрустальных глобусов (один из которых разделил с Йоханнесом Бё), сделав это в четвёртый раз в своей карьере. Он установил абсолютный рекорд по количеству хрустальных глобусов и вышел на второе место в рейтинге самых успешных биатлонистов на Олимпийских играх.

### Сезон 2018/19
Сезон 2018/19 стартовал в словенской Поклюке, где в первой командной гонке — смешанной эстафете — Мартен, не допустив ошибок на стрельбе, вместе с Анаис Бескон, Жюстин Брезаз и Симоном Дестьё поднялись на верхнюю ступень пьедестала. Затем в индивидуальной гонке на 20 км, несмотря на 13 время на лыжне и сложные условия на трассе, Мартен добыл 75 личную победу в карьере, на четыре секунды опередив Йоханнеса Кюна, и на 19 — Симона Эдера, тем самым, сразу вышел в лидеры общего зачёта. Однако спринт на следующий день оказался не таким удачным для француза. Допустив промах и показав только 38 время на лыжне, он занял 24 место в итоговом протоколе. Долго обговаривая с тренером возможность участия в следующей за этим гонке преследования, Фуркад всё-таки принял решение выйти на трассу, но, допустив слишком много промахов, сошёл с дистанции после четвёртого огневого рубежа. Оформивший при этом золотой дубль норвежец Йоханнес Бё, перехватил лидерство в общем зачёте Кубка мира.
На втором этапе в Хохфильцене Фуркад вернулся на подиум, вначале заняв второе место в спринте в восьми секундах от Йоханнеса Бё, а затем в пасьюте в 76 раз в карьере взял золотую медаль. Последнюю гонку этапа — мужскую эстафету — француз решил пропустить, чтобы в лучших кондициях подойти к этапу в Чехии.
Эта тактика, однако, не оправдала себя в Нове-Место, где в спринте, допустив один промах на лёжке и три на стойке, Мартен финишировал 43-м. Занявший при этом с чистой стрельбой первое место Бё, казался непобедимым этой зимой. «Сегодня я почувствовал, что главная цель сезона ускользнула от меня», — признался Фуркад в интервью после гонки. В пасьюте через два дня Фуркаду удалось отыграть 38 позиций, что позволило ему финишировать пятым. Эта гонка ознаменовалась ещё и тем, что в ней француз оказался единственным из 60 спортсменов, кому удалось отстрелять чисто на всех огневых рубежах. В последней гонке календарного года — масс-старте — Мартен, допустив три промаха, финишировал девятым. Таким образом, на рождественский перерыв он ушёл, будучи на пятом месте в общем зачёте и имея 165 очков отставания от лидера Йоханнеса Бё.
Четвёртый этап кубка мира в Оберхофе начался со спринта, где Фуркад, показав пятую скорость на лыжне и допустив один промах на стрельбе лёжа, занял седьмое место. Имея 47 секунд отставания от победителя, в пасьюте Мартен смог отыграть только одну позицию, финишировав четвёртым с тремя промахами. Несмотря на отсутствие медали, француз признался, что это была первая гонка за сезон, в которой он получил удовольствие от своего лыжного хода. В следующей затем мужской эстафете, в которой он выступил финишёром с Антона Гигонна, Симоном Дестьё и Кантеном Фийон-Майе, французы финишировали вторыми после россиян.
Следующий этап в Рупольдинге начался с переноса мужской спринтерской гонки из-за плохих погодных условий. Несмотря на чистую стрельбу, Фуркад не смог побороться за медаль и финишировал на четвёртом месте с полуминутным отставанием от победителя гонки Йоханнеса Бё. Этой гонкой он повторил свой антирекорд из шести гонок подряд без попадания на подиум, в последний раз такое случалось 8 лет назад. В последнем на этом этапе масс-старте француз снова стал четвёртым. Неудачные выступления в гонках привели к решению пропустить некоторые из этапов Кубка мира ради лучшей подготовки к чемпионату мира.
Фуркад принял решение участвовать в итальянском этапе в Антхольце, где после чистой стрельбы в спринте финишировал на четвёртом месте, а в пасьюте стал пятым, проиграв в борьбе за подиум не только Йоханнесу Бё, но и трём представителям команды Франции. Четвёртым Мартен стал и в заключительном масс-старте, что, однако, позволило ему перебраться на второе место в общем зачёте Кубка мира.
Решив пожертвовать борьбой за Кубок мира ради медалей чемпионата мира, Фуркад отказался от участия в североамериканских этапах и ушёл на 6-недельный перерыв. Подготовка к чемпионату, однако, омрачилась для француза ангиной, что заставило его сделать недельную паузу в своих тренировках. Несмотря на болезнь, Фуркад выиграл тестовую гонку и был заявлен для участия в первой гонке чемпионата.
Чемпионат мира в Эстерсунде стартовал со смешанной эстафеты, в которой французы в составе Анаис Шевалье, Жюли Симон, Симона Дестьё и Мартена Фуркада, стали только восьмыми. Мартен при этом признался, что его ощущения на трассе во время эстафеты дают надежду на успех в следующих гонках. В первой личной гонке — спринте — Мартен стал шестым, несмотря на чистую стрельбу и показав только 10 скорость. Отставание для пасьюта от победителя Йоханнеса Бё составило 32 секунды. В гонке преследования, имея два промаха, он смог отыграть только одну позицию, финишировав пятым. В следующей после этого индивидуальной гонке Мартен допустил четыре промаха и финишировал только 39-м, показав свой худший в карьере результат на главных стартах.
Состав на мужскую эстафету выглядел следующим образом: Антона Гигонна, Симон Дестьё, Кантен Фийон-Майе и Мартен Фуркад. Гонка для французов началась неплохо, и к этапу Фуркада команда вела борьбу за второе место, но последний огневой рубеж перечеркнул шансы на подиум после того, как Мартен зашёл на два штрафных круга. В итоге французы стали только шестыми. В последней гонке чемпионата — масс-старте — Фуркад финишировал на 24-м месте после пяти промахов. По признанию француза, эта гонка отразила весь прошедший сезон. Патрик Фавр, тренер французской сборной по стрельбе, сообщил, что им предстоит очень много работы в межсезонье, чтобы проанализировать и исправить эти провалы. Сам же Фуркад, подводя итоги сезона, заявил, что не собирается сдаваться и приложит все силы для возвращения на свой прежний уровень следующей зимой.
Масс-старт в Швеции стал последней гонкой для Мартена в этом сезоне. На следующий этап в Хольменколлене француз поехал в качестве зрителя. Таким образом, сезон 2018/19, победителем которого стал Йоханнес Бё, Мартен завершил на 12 месте в общем зачёте. В его активе три личных подиума, из них два — победных.

### Сезон 2019/20
После напряжённых летних тренировок Мартен принял участие в отборочных соревнованиях в норвежском Шушёне, где стал третьим в спринте и с большим отрывом выиграл масс-старт.
Сезон 2019/2020 традиционно стартовал в Эстерсунде. В первой гонке — смешанной эстафете — команда Франции при участии Мартена расположилась на девятом месте. На следующий день в спринте, первой индивидуальной гонке сезона, Фуркад без ошибок справился со стрельбой лёжа, но допустил два промаха на стойке, что позволило ему финишировать только на 5-м месте. 4 декабря в индивидуальной гонке, с 19 попаданиями из 20, Фуркад вернулся на первую ступень пьедестала, почти через год после своей последней победы в декабре 2018. Знаменательным эту гонку сделало ещё и то, что три следующих места после Фуркада также заняли представители французской команды — Симон Дестьё, Кантен Фийон-Майе и Эмильен Жаклен. Большую роль в этой гонке сыграла блестящая подготовка лыж у Франции, и провал сервисменов из Норвегии. Жёлтая майка лидера сезона перешла Мартену.
Оставшиеся декабрьские гонки прошли для француза не так успешно, но он стабильно попадал в топ-15 и смог сохранить шансы на лидерство в Общем зачёте.
На возобновившемся в январе Кубке мира в немецком Оберхофе, в отсутствие своего главного соперника Бё, Мартен в спринте показал лучшее время и чистую стрельбу, на 25 секунд опередив своего соотечественника Эмильена Жаклена, взявшего серебро, что вновь вернуло его на первую ступень в генеральной классификации. Днём позже в составе четвёрки на мужскую эстафету Фуркад на своём этапе вывел команду с 21-го на 5-е место, что позволило французам бороться за подиум. На финальном этапе Кантен Фийон-Майе проиграл борьбу норвежцу Кристиансену, и сборная Франции стала второй. Наконец, 12 января во время масс-старта Фуркад лидировал на протяжении всей гонки, и с двумя промахами на стойке смог выиграть, опередив Арнда Пайффера и Симона Дестьё на 20 секунд. Эта победа стала первой победой француза в этой дисциплине после его медали на Олимпийских играх в Пхенчхане в 2018 году.
Этап в Рупольдинге проходил всё ещё без участия Йоханнеса Бё. Безошибочная стрельба в спринте 16 января принесла победу французу. Это был его третий спринт подряд, выигранный с чистой стрельбой, что вывело процентовку выстрелов Фуркада на 92,5 %. Также эта победа стала 80-й в карьере француза. Успех французов продолжился в следующей гонке этапа — мужской эстафете — где команда, не зайдя ни на один штрафной круг, смогла стать первой. 16 января Фуркад одержал победу в гонке преследования, в очередной раз отстреляв чисто, что позволило ему взять «Большой шлем» (3 гонки, 3 победы) в Рупольдинге с 60 из 60 выстрелов в цель.
Вернувшись к соревнованиям в Поклюке, Йоханнес Бё сразу же перехватил лидерство, взяв золото в индивидуальной гонке. Мартен в этой гонке остался вторым, взойдя на пьедестал в 182-й раз в своей карьере.
На Чемпионат мира в итальянской Антерсельве Фуркад приехал в жёлтой майке лидера тотала. 15 февраля он завоевал бронзовую медаль в спринте, финишировав за своим товарищем по команде Кантеном Фийоном-Майе и победителем гонки россиянином Александром Логиновым. После гонки Мартен заявил: «Это всего лишь бронзовая медаль, учитывая мои достижения, но с годами я научился ценить это. После того, что было в прошлом году, эта медаль кажется мне золотой». В гонке преследования Фуркад финишировал четвёртым, но, несмотря на три промаха и отсутствие медали, он пересёк финишную черту с широкой улыбкой, радуясь за своего товарища по команде, Эмильена Жаклена, который в этой гонке стал чемпионом мира. 19 февраля в индивидуальной гонке Фуркад, имея 19 точных попаданий из 20, взял золотую медаль, одержав свою 82-ю победу на международных стартах и завоевав 11-й титул чемпиона мира в личных гонках, сравнявшись по этому показателю с Уле Айнаром Бьёрндаленом. Также эта победа принесла ему малый хрустальный глобус по зачёту индивидуальных гонок. А три дня спустя, 22 февраля, мужская сборная Франции в составе Эмильена Жаклена, Мартена Фуркада, Симона Дестьё и Кантена Фийона-Майе, впервые за 19 лет смогла выиграть мужскую эстафету на главном старте.. Француз закончил этот чемпионат тремя промахами в заключительном масс-старте и седьмым местом на финише.
На этапе в чешском Нове-Место Фуркад столкнулся с серьёзными трудностями, позволив значительно приблизиться его главному сопернику в борьбе за БХГ. В гонках, которые проходили без участия зрителей из-за антикоронавирусных ограничений, француз финишировал на шестом месте в спринте, имея один промах, и только на 14-м в масс-старте, что стало худшим результатом Мартена в этом сезоне.
Эпидемия нового коронавируса внесла коррективы в расписание финала Кубка мира. Последний этап, который должен был состояться в норвежском Хольменколлене, пришлось отменить, что было наруку французу. Гонки в финском Контиолахти проходили без зрителей и с сокращённым количеством гонок.
10 марта в спринте норвежец Бё одержал уверенную 10 победу в этом сезоне. Мартен в той гонке остался вторым, несмотря на чистую стрельбу. Эта гонка позволила французу завоевать свой восьмой малый хрустальный глобус в зачёте спринтов. Перед финальной гонкой сезона Фуркад опережал своего соперника в общем зачёте на 10 очков, но финальный подсчёт результатов был ещё впереди, потому что, согласно правилам IBU, в конце сезона у каждого спортсмена вычитаются очки за 2 худшие гонки сезона, что было только на руку норвежцу, учитывая пропуск им двух этапов в январе, а также более стабильные и сильные выступления по ходу сезона.
Накануне финальной гонки Мартен Фуркад объявил в соц.сетях о завершении своей спортивной карьеры. 14 марта 2020 года в своей заключительной гонке, спустя ровно 10 лет после первой победы, в той же дисциплине и на том же этапе Кубка мира, Фуркад выиграл последний старт в своей карьере, одержав 83-ю победу и финишировав вместе с товарищами по команде — Эмильеном Жакленом и Кантеном Фийоном-Майе.
В гонке за Большой хрустальный глобус Йоханнес Бё стартовал с фактическим преимуществом в 19 очков, и четвёртого места ему хватило, чтобы выиграть трофей, обогнав француза на 2 очка, что является наименьшим разрывом в генеральной классификации в истории Кубка мира среди мужчин.
Таким образом, Мартен Фуркад завершил этот сезон с титулом чемпиона мира и двумя малыми хрустальными глобусами в зачёте индивидуальных гонок и спринта.
Всего за свою спортивную карьеру Фуркад завоевал 5 золотых олимпийских медалей, 13 титулов чемпионатов мира, 7 Больших хрустальных глобусов и 26 малых хрустальных глобусов. 

## Личная жизнь
Мартен Фуркад родился в коммуне Ла Ллягон, расположенной на границе Франции и Испании, в городе Сере. Он — средний из трёх братьев в семье. Его старший брат, Симон, так же, как и Мартен, занимается биатлоном. А младший брат, Брис, работает горнолыжным инструктором в Фон-Ромё. Отец Фуркада, Марсель, в прошлом был тренером по плаванию, а сейчас является горным гидом. Мать — врач-логопед.
Вот уже более десяти лет Мартена связывают отношения с француженкой по имени Элен (Hélène Uzabiaga).
Спортсмен не любит распространяться о своей личной жизни, поэтому широкой публике о его жене известно крайне мало. Она работает учителем в школе и в свободное время всячески поддерживает Мартена на спортивных состязаниях. Сам Фуркад неоднократно признавался, что именно Элен составляет часть его душевного равновесия во время соревнований.
В марте 2015 года Мартен объявил, что готовится стать отцом. В ожидании рождения первенца пара переехала в Норвегию, где будущие родители провели почти всё лето вплоть до сентября.
10 сентября 2015 года Элен родила дочь, которую счастливые родители назвали Манон.
В январе 2017 стало известно о том, что Мартен и Элен ожидают рождение второго ребёнка. Срок появления ребёнка на свет был назначен на конец марта, что подвергало сомнению участие Мартена в последних этапах Кубка мира, так как он выразил желание присутствовать при родах. Посоветовавшись с супругой, француз решил не пропускать окончание сезона, а спустя всего три дня после заключительной гонки сезона, 23 марта 2017 года, на свет появилась их вторая дочь — Инес.
16 ноября 2022 года в своих соцсетях Мартен объявил о рождении их третьего с Элен ребёнка — мальчика Уго (Hugo).
В конце 2017 года в свет вышла автобиографическая книга Фуркада «Моя мечта о золоте и снеге» («Mon rêve d’or et de neige»). В автобиографии он подробно рассказывает о своей жизни, своём становлении как спортсмена, отношениях с другими биатлонистами, а также о своём отношении к допингу и терапевтическим исключениям в биатлоне. Книга вышла на пяти языках — французском, немецком, норвежском, чешском и русском.
После завершения карьеры, летом 2020 года, Мартен анонсировал выход своей второй автобиографической книги «Последний круг», в которой описал последний сезон в карьере.

## Результаты

### Победы в личных гонках
| #  | Сезон   | Дата            | Место          | Соревнование    | Дисциплина                |
| -- | ------- | --------------- | -------------- | --------------- | ------------------------- |
| 1  | 2009/10 | 14 марта 2010   | Контиолахти    | Кубок мира (1)  | Гонка преследования (1)   |
| 2  | 2009/10 | 18 марта 2010   | Хольменколлен  | Кубок мира (2)  | Спринт (1)                |
| 3  | 2009/10 | 20 марта 2010   | Хольменколлен  | Кубок мира (3)  | Гонка преследования (2)   |
| 4  | 2010/11 | 22 января 2011  | Антерсельва    | Кубок мира (4)  | Масс-старт (1)            |
| 5  | 2010/11 | 13 февраля 2011 | Форт-Кент      | Кубок мира (5)  | Масс-старт (2)            |
| 6  | 2010/11 | 6 марта 2011    | Ханты-Мансийск | ЧМ 2011 (1)     | Гонка преследования (3)   |
| 7  | 2011/12 | 30 ноября 2011  | Эстерсунд      | Кубок мира (6)  | Индивидуальная гонка (1)  |
| 8  | 2011/12 | 4 декабря 2011  | Эстерсунд      | Кубок мира (7)  | Гонка преследования (4)   |
| 9  | 2011/12 | 11 февраля 2012 | Контиолахти    | Кубок мира (8)  | Спринт (2)                |
| 10 | 2011/12 | 3 марта 2012    | Рупольдинг     | ЧМ 2012 (2)     | Спринт (3)                |
| 11 | 2011/12 | 4 марта 2012    | Рупольдинг     | ЧМ 2012 (3)     | Гонка преследования (5)   |
| 12 | 2011/12 | 11 марта 2012   | Рупольдинг     | ЧМ 2012 (4)     | Масс-старт (3)            |
| 13 | 2011/12 | 16 марта 2012   | Ханты-Мансийск | Кубок мира (9)  | Спринт (4)                |
| 14 | 2011/12 | 17 марта 2012   | Ханты-Мансийск | Кубок мира (10) | Гонка преследования (6)   |
| 15 | 2012/13 | 28 ноября 2012  | Эстерсунд      | Кубок мира (11) | Индивидуальная гонка (2)  |
| 16 | 2012/13 | 2 декабря 2012  | Эстерсунд      | Кубок мира (12) | Гонка преследования (7)   |
| 17 | 2012/13 | 12 января 2013  | Рупольдинг     | Кубок мира (13) | Спринт (5)                |
| 18 | 2012/13 | 13 января 2013  | Рупольдинг     | Кубок мира (14) | Масс-старт (4)            |
| 19 | 2012/13 | 14 февраля 2013 | Нове-Место     | ЧМ 2013 (5)     | Индивидуальная гонка (3)  |
| 20 | 2012/13 | 2 марта 2013    | Хольменколлен  | Кубок мира (15) | Гонка преследования (8)   |
| 21 | 2012/13 | 7 марта 2013    | Сочи           | Кубок мира (16) | Индивидуальная гонка (4)  |
| 22 | 2012/13 | 9 марта 2013    | Сочи           | Кубок мира (17) | Спринт (6)                |
| 23 | 2012/13 | 15 марта 2013   | Ханты-Мансийск | Кубок мира (18) | Спринт (7)                |
| 24 | 2012/13 | 17 марта 2013   | Ханты-Мансийск | Кубок мира (19) | Масс-старт (5)            |
| 25 | 2013/14 | 28 ноября 2013  | Эстерсунд      | Кубок мира (20) | Индивидуальная гонка (5)  |
| 26 | 2013/14 | 30 ноября 2013  | Эстерсунд      | Кубок мира (21) | Спринт (8)                |
| 27 | 2013/14 | 8 декабря 2013  | Хохфильцен     | Кубок мира (22) | Гонка преследования (9)   |
| 28 | 2013/14 | 5 января 2014   | Оберхоф        | Кубок мира (23) | Масс-старт (6)            |
| 29 | 2013/14 | 10 февраля 2014 | Сочи           | ОИ 2014 (1)     | Гонка преследования (10)  |
| 30 | 2013/14 | 13 февраля 2014 | Сочи           | ОИ 2014 (2)     | Индивидуальная гонка (6)  |
| 31 | 2013/14 | 23 марта 2014   | Хольменколлен  | Кубок мира (24) | Масс-старт (7)            |
| 32 | 2014/15 | 6 декабря 2014  | Эстерсунд      | Кубок мира (25) | Спринт (9)                |
| 33 | 2014/15 | 7 декабря 2014  | Эстерсунд      | Кубок мира (26) | Гонка преследования (11)  |
| 34 | 2014/15 | 14 декабря 2014 | Хохфильцен     | Кубок мира (27) | Гонка преследования (12)  |
| 35 | 2014/15 | 10 января 2015  | Оберхоф        | Кубок мира (28) | Спринт (10)               |
| 36 | 2014/15 | 11 января 2015  | Оберхоф        | Кубок мира (29) | Масс-старт (8)            |
| 37 | 2014/15 | 12 февраля 2015 | Хольменколлен  | Кубок мира (30) | Индивидуальная гонка (7)  |
| 38 | 2014/15 | 12 марта 2015   | Контиолахти5   | ЧМ 2015 (6)     | Индивидуальная гонка (8)  |
| 39 | 2014/15 | 19 марта 2015   | Ханты-Мансийск | Кубок мира (31) | Спринт (11)               |
| 40 | 2015/16 | 5 декабря 2015  | Эстерсунд      | Кубок мира (32) | Спринт (12)               |
| 41 | 2015/16 | 6 декабря 2015  | Эстерсунд      | Кубок мира (33) | Гонка преследования (13)  |
| 42 | 2015/16 | 12 декабря 2015 | Хохфильцен     | Кубок мира (34) | Гонка преследования (14)  |
| 43 | 2015/16 | 10 января 2016  | Рупольдинг     | Кубок мира (35) | Масс-старт (9)            |
| 44 | 2015/16 | 13 января 2016  | Рупольдинг     | Кубок мира (36) | Индивидуальная гонка (9)  |
| 45 | 2015/16 | 4 февраля 2016  | Кэнмор         | Кубок мира (37) | Спринт (13)               |
| 46 | 2015/16 | 12 февраля 2016 | Преск-Айл      | Кубок мира (38) | Гонка преследования (15)  |
| 47 | 2015/16 | 5 марта 2016    | Хольменколлен  | ЧМ 2016 (7)     | Спринт (14)               |
| 48 | 2015/16 | 6 марта 2016    | Хольменколлен  | ЧМ 2016 (8)     | Гонка преследования (16)  |
| 49 | 2015/16 | 10 марта 2016   | Хольменколлен  | ЧМ 2016 (9)     | Индивидуальная гонка (10) |
| 50 | 2016/17 | 1 декабря 2016  | Эстерсунд      | Кубок мира (39) | Индивидуальная гонка (11) |
| 51 | 2016/17 | 3 декабря 2016  | Эстерсунд      | Кубок мира (40) | Спринт (15)               |
| 52 | 2016/17 | 9 декабря 2016  | Поклюка        | Кубок мира (41) | Спринт (16)               |
| 53 | 2016/17 | 10 декабря 2016 | Поклюка        | Кубок мира (42) | Гонка преследования (17)  |
| 54 | 2016/17 | 15 декабря 2016 | Нове-Место     | Кубок мира (43) | Спринт (17)               |
| 55 | 2016/17 | 17 декабря 2016 | Нове-Место     | Кубок мира (44) | Гонка преследования (18)  |
| 56 | 2016/17 | 18 декабря 2016 | Нове-Место     | Кубок мира (45) | Масс-старт (10)           |
| 57 | 2016/17 | 7 января 2017   | Оберхоф        | Кубок мира (46) | Гонка преследования (19)  |
| 58 | 2016/17 | 13 января 2017  | Рупольдинг     | Кубок мира (47) | Спринт (18)               |
| 59 | 2016/17 | 15 января 2017  | Рупольдинг     | Кубок мира (48) | Гонка преследования (20)  |
| 60 | 2016/17 | 12 февраля 2017 | Хохфильцен7    | ЧМ 2017 (10)    | Гонка преследования (21)  |
| 61 | 2016/17 | 5 марта 2017    | Пхёнчхан       | Кубок мира (49) | Гонка преследования (22)  |
| 62 | 2016/17 | 10 марта 2017   | Контиолахти    | Кубок мира (50) | Спринт (19)               |
| 63 | 2016/17 | 19 марта 2017   | Хольменколлен  | Кубок мира (51) | Масс-старт (11)           |
| 64 | 2017/18 | 3 декабря 2017  | Эстерсунд      | Кубок мира (52) | Гонка преследования (23)  |
| 65 | 2017/18 | 17 декабря 2017 | Анси           | Кубок мира (53) | Масс-старт (12)           |
| 66 | 2017/18 | 5 января 2018   | Оберхоф        | Кубок мира (54) | Спринт (20)               |
| 67 | 2017/18 | 6 января 2018   | Оберхоф        | Кубок мира (55) | Гонка преследования (24)  |
| 68 | 2017/18 | 10 января 2018  | Рупольдинг     | Кубок мира (56) | Индивидуальная гонка (12) |
| 69 | 2017/18 | 21 января 2018  | Антерсельва    | Кубок мира (57) | Масс-старт (13)           |
| 70 | 2017/18 | 12 февраля 2018 | Пхёнчхан8      | ОИ 2018 (3)     | Гонка преследования (25)  |
| 71 | 2017/18 | 18 февраля 2018 | Пхёнчхан8      | ОИ 2018 (4)     | Масс-старт (14)           |
| 72 | 2017/18 | 17 марта 2018   | Хольменколлен  | Кубок мира (58) | Гонка преследования (26)  |
| 73 | 2017/18 | 22 марта 2018   | Тюмень         | Кубок мира (59) | Спринт (21)               |
| 74 | 2017/18 | 24 марта 2018   | Тюмень         | Кубок мира (60) | Масс-старт (15)           |
| 75 | 2018/19 | 6 декабря 2018  | Поклюка        | Кубок мира (61) | Индивидуальная гонка (13) |
| 76 | 2018/19 | 15 декабря 2018 | Хохфильцен     | Кубок мира (62) | Гонка преследования (27)  |
| 77 | 2019/20 | 4 декабря 2019  | Эстерсунд      | Кубок мира (63) | Индивидуальная гонка (14) |
| 78 | 2019/20 | 10 января 2020  | Оберхоф        | Кубок мира (64) | Спринт (22)               |
| 79 | 2019/20 | 12 января 2020  | Оберхоф        | Кубок мира (65) | Масс-старт (16)           |
| 80 | 2019/20 | 16 января 2020  | Рупольдинг     | Кубок мира (66) | Спринт (23)               |
| 81 | 2019/20 | 19 января 2020  | Рупольдинг     | Кубок мира (67) | Гонка преследования (28)  |
| 82 | 2019/20 | 19 февраля 2020 | Антхольц9      | ЧМ 2020 (11)    | Индивидуальная гонка (15) |
| 83 | 2019/20 | 14 марта 2020   | Контиолахти    | Кубок мира (68) | Гонка преследования (29)  |

Примечания:
1. ↑  В рамках чемпионата мира 2011 года
2. ↑  В рамках чемпионата мира 2012 года
3. ↑  В рамках чемпионата мира 2013 года
4. ↑  В рамках Олимпийских игр 2014 года
5. ↑  В рамках чемпионата мира 2015 года
6. ↑  В рамках чемпионата мира 2016 года
7. ↑  В рамках чемпионата мира 2017 года
8. ↑  В рамках Олимпийских игр 2018 года
9. ↑  В рамках чемпионата мира 2020 года

### Победы в эстафетных гонках
| #  | Дата            | Место          | Сезон   | Тип                                  |
| -- | --------------- | -------------- | ------- | ------------------------------------ |
| 1  | 6 декабря 2009  | Эстерсунд      | 2009/10 | Эстафета 4×7,5 км                    |
| 2  | 22 января 2012  | Антерсельва    | 2011/12 | Эстафета 4×7,5 км                    |
| 3  | 10 января 2013  | Рупольдинг     | 2012/13 | Эстафета 4×7,5 км                    |
| 4  | 20 января 2013  | Антерсельва    | 2012/13 | Эстафета 4×7,5 км                    |
| 5  | 19 января 2014  | Антерсельва    | 2013/14 | Эстафета 4×7,5 км                    |
| 6  | 30 ноября 2014  | Эстерсунд      | 2014/15 | Смешанная эстафета 2×6 км + 2×7,5 км |
| 7  | 7 февраля 2016  | Кэнмор         | 2015/16 | Одиночная смешанная эстафета         |
| 8  | 3 марта 2016    | Хольменколлен1 | 2015/16 | Смешанная эстафета 2×6 км + 2×7,5 км |
| 9  | 27 ноября 2016  | Эстерсунд      | 2016/17 | Одиночная смешанная эстафета         |
| 10 | 11 декабря 2016 | Поклюка        | 2016/17 | Эстафета 4×7,5 км                    |
| 11 | 5 марта 2017    | Пхёнчхан       | 2016/17 | Эстафета 4×7,5 км                    |
| 12 | 20 февраля 2018 | Пхёнчхан2      | 2017/18 | Смешанная эстафета 2×6 км + 2×7,5 км |
| 13 | 2 декабря 2018  | Поклюка        | 2018/19 | Смешанная эстафета 2×6 км + 2×7,5 км |
| 14 | 18 января 2020  | Рупольдинг     | 2019/20 | Эстафета 4×7,5 км                    |
| 15 | 20 февраля 2020 | Антхольц3      | 2019/20 | Эстафета 4×7,5 км                    |

Примечания:
1. ↑  В рамках чемпионата мира 2016 года
2. ↑  В рамках Олимпийских игр 2018 года
3. ↑  В рамках чемпионата мира 2020 года

### Юниорские и молодёжные достижения
| Год  | Место проведения | Возраст | Инд | Спр | Пр | Эст |
| ---- | ---------------- | ------- | --- | --- | -- | --- |
| 2007 | ЧМ Валь-Мартелло | U19     | 5   | 9   | 9  | 3   |
| 2008 | ЧМ Рупольдинг    | U21     | 8   | 11  | 10 | 5   |
| 2008 | ЧЕ Нове-Место    | —       | 23  | 18  | 9  | 8   |

### Участие в Олимпийских играх
| Год  | Место проведения | Индивидуальная гонка | Спринт | Гонка преследования | Масс-старт | Смешанная эстафета | Эстафета |
| ---- | ---------------- | -------------------- | ------ | ------------------- | ---------- | ------------------ | -------- |
| 2010 | Ванкувер         | 14                   | 35     | 34                  | 1          | —                  | 6        |
| 2014 | Сочи             | 1                    | 6      | 1                   | 2          | 6                  | 8        |
| 2018 | Пхёнчхан         | 5                    | 8      | 1                   | 1          | 1                  | 5        |

### Участие в чемпионатах мира
| Чемпионат           | Спринт | Преследование | Масс-старт | Индивидуальная | Эстафета | Смешанная эстафета |
| ------------------- | ------ | ------------- | ---------- | -------------- | -------- | ------------------ |
| 2009 Пхёнчхан       | 18     | 8             | 15         | 13             | 4        | —                  |
| 2010 Ханты-Мансийск | н/д    | н/д           | н/д        | н/д            | н/д      | 5                  |
| 2011 Ханты-Мансийск | 2      | 1             | 10         | 10             | 12       | 3                  |
| 2012 Рупольдинг     | 1      | 1             | 1          | 25             | 2        | 11                 |
| 2013 Нове-Место     | 2      | 2             | 10         | 1              | 2        | 2                  |
| 2015 Контиолахти    | 12     | 7             | 10         | 1              | 3        | 2                  |
| 2016 Хольменколлен  | 1      | 1             | 2          | 1              | 9        | 1                  |
| 2017 Хохфильцен     | 3      | 1             | 5          | 3              | 2        | 2                  |
| 2019 Эстерсунд      | 6      | 5             | 24         | 39             | 6        | 8                  |
| 2020 Антерсельва    | 3      | 4             | 7          | 1              | 1        | 7                  |

### Результаты Кубка мира
| Год       | Общий зачёт | Спринт | Гонка преследования | Индивидуальная гонка | Масс-старт |
| 2008/2009 | 24          | 31     | 19                  | 41                   | 25         |
| 2009/2010 | 5           | 8      | 1                   | 8                    | 8          |
| 2010/2011 | 3           | 4      | 2                   | 3                    | 2          |
| 2011/2012 | 1           | 1      | 1                   | 4                    | 3          |
| 2012/2013 | 1           | 1      | 1                   | 1                    | 1          |
| 2013/2014 | 1           | 1      | 1                   | 7                    | 1          |
| 2014/2015 | 1           | 1      | 1                   | 2                    | 3          |
| 2015/2016 | 1           | 1      | 1                   | 1                    | 1          |
| 2016/2017 | 1           | 1      | 1                   | 1                    | 1          |
| 2017/2018 | 1           | 1      | 1                   | 1                    | 1          |
| 2018/2019 | 12          | 11     | 10                  | 12                   | 12         |
| 2019/2020 | 2           | 1      | 2                   | 1                    | 3          |

### Карьера в Кубке мира
| Результат     | Инд | Спр | Пр | МС | Всего | Эст | См | Микст | Всего |
| ------------- | --- | --- | -- | -- | ----- | --- | -- | ----- | ----- |
| 1 место       | 15  | 23  | 30 | 15 | 83    | 9   | 4  | 2     | 15    |
| 2 место       | 3   | 18  | 11 | 9  | 41    | 11  | 3  | —     | 14    |
| 3 место       | 3   | 12  | 9  | 2  | 26    | 4   | 2  | —     | 6     |
| Финиш в 10-ке | 20  | 59  | 55 | 32 | 164   | 36  | 10 | 2     | 48    |
| Финиш в очках | 25  | 78  | 65 | 41 | 207   | 37  | 11 | 2     | 50    |
| Вне очков     | 3   | 7   | —  | —  | 10    | —   | —  | —     | —     |
| Старты        | 27  | 86  | 65 | 41 | 219   | 37  | 11 | 2     | 50    |
| На 14.03.2020 |     |     |    |    |       |     |    |       |       |

| 2019/2020 Итоги | 2019/2020 Итоги | Эстерсунд | Эстерсунд | Эстерсунд | Эстерсунд | Эстерсунд | Хохфильцен | Хохфильцен | Хохфильцен | Анси | Анси | Анси | Оберхоф | Оберхоф | Оберхоф | Рупольдинг | Рупольдинг | Рупольдинг | Поклюка | Поклюка | Поклюка | Поклюка | ЧМ Антхольц | ЧМ Антхольц | ЧМ Антхольц | ЧМ Антхольц | ЧМ Антхольц | ЧМ Антхольц | ЧМ Антхольц | Нове-Место | Нове-Место | Нове-Место | Контиолахти | Контиолахти | Контиолахти | Контиолахти | Хольменколлен | Хольменколлен | Хольменколлен |
| Очков           | Место           | См        | ОСЭ       | Спр       | Инд       | Эст       | Спр        | Пр         | Эст        | Спр  | Пр   | МС   | Спр     | Эст     | МС      | Спр        | Эст        | Пр         | Инд     | См      | ОСЭ     | МС      | См          | Спр         | Пр          | Инд         | ОСЭ         | Эст         | МС          | Спр        | Эст        | МС         | Спр         | Пр          | См          | ОСЭ         | Спр           | Пр            | МС            |
| 911             | 2               | 9         | —         | 5         | 1         | 2         | 10         | 10         | —          | 12   | 7    | 5    | 1       | 2       | 1       | 1          | 1          | 1          | 2       | —       | —       | 5       | 7           | 3           | 4           | 1           | —           | 1           | 7           | 6          | —          | 14         | 2           | 1           | отм         | отм         | отм           | отм           | отм           |

| 2018/2019 Итоги | 2018/2019 Итоги | Поклюка | Поклюка | Поклюка | Поклюка | Поклюка | Хохфильцен | Хохфильцен | Хохфильцен | Нове-Место | Нове-Место | Нове-Место | Оберхоф | Оберхоф | Оберхоф | Рупольдинг | Рупольдинг | Рупольдинг | Антхольц | Антхольц | Антхольц | Кэнмор | Кэнмор | Кэнмор | Солт-Лейк Сити | Солт-Лейк Сити | Солт-Лейк Сити | Солт-Лейк Сити | ЧМ Эстерсунд | ЧМ Эстерсунд | ЧМ Эстерсунд | ЧМ Эстерсунд | ЧМ Эстерсунд | ЧМ Эстерсунд | ЧМ Эстерсунд | Хольменколлен | Хольменколлен | Хольменколлен |
| Очков           | Место           | ОСЭ     | См      | Инд     | Спр     | Пр      | Спр        | Пр         | Эст        | Спр        | Пр         | МС         | Спр     | Пр      | Эст     | Спр        | Эст        | МС         | Спр      | Пр       | МС       | Инд    | Эст    | Спр    | Спр            | Пр             | ОСЭ            | См             | См           | Спр          | Пр           | Инд          | ОСЭ          | Эст          | МС           | Спр           | Пр            | МС            |
| 648             | 12              | —       | 1       | 1       | 24      | DNF     | 2          | 1          | —          | 43         | 5          | 9          | 7       | 4       | 2       | 4          | 3          | 4          | 4        | 5        | 4        | —      | —      | —      | —              | —              | —              | —              | 8            | 6            | 5            | 39           | —            | 6            | 24           | —             | —             | —             |

| 2017/2018 Итоги | 2017/2018 Итоги | Эстерсунд | Эстерсунд | Эстерсунд | Эстерсунд | Эстерсунд | Хохфильцен | Хохфильцен | Хохфильцен | Анси | Анси | Анси | Оберхоф | Оберхоф | Оберхоф | Рупольдинг | Рупольдинг | Рупольдинг | Антхольц | Антхольц | Антхольц | ОИ Пхёнчхан | ОИ Пхёнчхан | ОИ Пхёнчхан | ОИ Пхёнчхан | ОИ Пхёнчхан | ОИ Пхёнчхан | Контиолахти | Контиолахти | Контиолахти | Контиолахти | Хольменколлен | Хольменколлен | Хольменколлен | Тюмень | Тюмень | Тюмень |
| Очков           | Место           | Сусм      | См        | Инд       | Спр       | Пр        | Спр        | Пр         | Эст        | Спр  | Пр   | МС   | Спр     | Пр      | Эст     | Инд        | Эст        | МС         | Спр      | Пр       | МС       | Спр         | Пр          | Инд         | МС          | СМ          | Эст         | Спр         | Сусм        | См          | МС          | Спр           | Пр            | Эст           | Спр    | Пр     | МС     |
| 1116            | 1               | 4         | —         | 3         | 2         | 1         | 2          | 3          | —          | 2    | 2    | 1    | 1       | 1       | —       | 1          | 2          | 2          | 2        | 2        | 1        | 8           | 1           | 5           | 1           | 1           | 5           | DNS         | —           | —           | 2           | 3             | 1             | —             | 1      | 1      | 19     |

| 2016/2017 Итоги | 2016/2017 Итоги | Эстерсунд | Эстерсунд | Эстерсунд | Эстерсунд | Эстерсунд | Поклюка | Поклюка | Поклюка | Нове-Место | Нове-Место | Нове-Место | Оберхоф | Оберхоф | Оберхоф | Рупольдинг | Рупольдинг | Рупольдинг | Антхольц | Антхольц | Антхольц | ЧМ Хохфильцен | ЧМ Хохфильцен | ЧМ Хохфильцен | ЧМ Хохфильцен | ЧМ Хохфильцен | ЧМ Хохфильцен | Пхёнчан | Пхёнчан | Пхёнчан | Контиолахти | Контиолахти | Контиолахти | Контиолахти | Хольменколлен | Хольменколлен | Хольменколлен |
| Очков           | Место           | Сусм      | См        | Инд       | Спр       | Пр        | Спр     | Пр      | Эст     | Спр        | Пр         | МС         | Спр     | Пр      | МС      | Эст        | Спр        | Пр         | Инд      | Эст      | МС       | См            | Спр           | Пр            | Инд           | Эст           | МС            | Спр     | Пр      | Эст     | Спр         | Пр          | См          | Сусм        | Спр           | Пр            | МС            |
| 1322            | 1               | 1         | —         | 1         | 1         | 3         | 1       | 1       | 1       | 1          | 1          | 1          | 8       | 1       | 3       | 9          | 1          | 1          | 2        | —        | 5        | 2             | 3             | 1             | 3             | 2             | 5             | 3       | 1       | 1       | 1           | 5           | —           | —           | 2             | 2             | 1             |

| 2015/2016 Итоги | 2015/2016 Итоги | Эстерсунд | Эстерсунд | Эстерсунд | Эстерсунд | Эстерсунд | Хохфильцен | Хохфильцен | Хохфильцен | Поклюка | Поклюка | Поклюка | Рупольдинг | Рупольдинг | Рупольдинг | Рупольдинг | Рупольдинг | Рупольдинг | Антхольц | Антхольц | Антхольц | Канмор | Канмор | Канмор | Канмор | Преск-Айл | Преск-Айл | Преск-Айл | ЧМ Хольменколлен | ЧМ Хольменколлен | ЧМ Хольменколлен | ЧМ Хольменколлен | ЧМ Хольменколлен | ЧМ Хольменколлен | Ханты-Мансийск | Ханты-Мансийск | Ханты-Мансийск |
| Очков           | Место           | Сусм      | См        | Инд       | Спр       | Пр        | Спр        | Пр         | Эст        | Спр     | Пр      | МС      | Спр        | Пр         | МС         | Инд        | Эст        | МС         | Спр      | Пр       | Эст      | Спр    | МС     | Сусм   | См     | Спр       | Пр        | Эст       | См               | Спр              | Пр               | Инд              | Эст              | МС               | Спр            | Пр             | МС             |
| 1152            | 1               | —         | —         | 21        | 1         | 1         | 2          | 1          | 3          | 5       | 2       | 7       | 4          | 2          | 1          | 1          | 4          | 2          | 28       | 4        | —        | 1      | 6      | 1      | —      | 3         | 1         | —         | 1                | 1                | 1                | 1                | 9                | 2                | 40             | DNS            | отм            |

| 2014/15 Итоги | 2014/15 Итоги | Эстерсунд | Эстерсунд | Эстерсунд | Эстерсунд | Хохфильцен | Хохфильцен | Хохфильцен | Поклюка | Поклюка | Поклюка | Оберхоф | Оберхоф | Оберхоф | Рупольдинг | Рупольдинг | Рупольдинг | Антхольц | Антхольц | Антхольц | Нове Место | Нове Место | Нове Место | Нове Место | Хольменколлен | Хольменколлен | Хольменколлен | ЧМ Контиолахти | ЧМ Контиолахти | ЧМ Контиолахти | ЧМ Контиолахти | ЧМ Контиолахти | ЧМ Контиолахти | Ханты-Мансийск | Ханты-Мансийск | Ханты-Мансийск |
| Очков         | Место         | См        | Инд       | Спр       | Пр        | Спр        | Эст        | Пр         | Спр     | Пр      | МС      | Эст     | Спр     | МС      | Эст        | Спр        | МС         | Спр      | Пр       | Эст      | Сусм       | См         | Спр        | Пр         | Инд           | Спр           | Эст           | См             | Спр            | Пр             | Инд            | Эст            | МС             | Спр            | Пр             | МС             |
| 1042          | 1             | 1         | 81        | 1         | 1         | 7          | 2          | 1          | 4       | 3       | 2       | —       | 1       | 1       | 4          | 26         | 21         | 25       | 5        | —        | —          | 4          | 4          | 3          | 1             | 2             | 6             | 2              | 12             | 7              | 1              | 3              | 10             | 1              | 4              | 20             |

| 2013/14 Итоги | 2013/14 Итоги | Эстерсунд | Эстерсунд | Эстерсунд | Эстерсунд | Хохфильцен | Хохфильцен | Хохфильцен | Анси | Анси | Анси | Оберхоф | Оберхоф | Оберхоф | Рупольдинг | Рупольдинг | Рупольдинг | Антхольц | Антхольц | Антхольц | ОИ Сочи | ОИ Сочи | ОИ Сочи | ОИ Сочи | ОИ Сочи | ОИ Сочи | Поклюка | Поклюка | Поклюка | Контиолахти | Контиолахти | Контиолахти | Хольменколлен | Хольменколлен | Хольменколлен |
| Очков         | Место         | СМ        | Инд       | Спр       | Пр        | Спр        | Эст        | Пр         | Эст  | Спр  | Пр   | Спр     | Пр      | МС      | Эст        | Инд        | Пр         | Спр      | Пр       | Эст      | Спр     | Пр      | Инд     | МС      | СМ      | Эст     | Спр     | Пр      | МС      | Спр         | Спр         | Пр          | Спр           | Пр            | МС            |
| 928           | 1             | 5         | 1         | 1         | отм       | 2          | 4          | 1          | 5    | 3    | 16   | 3       | 3       | 1       | —          | —          | —          | 5        | 9        | 1        | 6       | 1       | 1       | 2       | 5       | 7       | 7       | 7       | 2       | 2           | 10          | 2           | 10            | 4             | 1             |

| 2012/13 Итоги | 2012/13 Итоги | Эстерсунд | Эстерсунд | Эстерсунд | Эстерсунд | Хохфильцен | Хохфильцен | Хохфильцен | Поклюка | Поклюка | Поклюка | Оберхоф | Оберхоф | Оберхоф | Рупольдинг | Рупольдинг | Рупольдинг | Антхольц | Антхольц | Антхольц | ЧМ Нове-Место | ЧМ Нове-Место | ЧМ Нове-Место | ЧМ Нове-Место | ЧМ Нове-Место | ЧМ Нове-Место | Хольменколлен | Хольменколлен | Хольменколлен | Сочи | Сочи | Сочи | Ханты-Мансийск | Ханты-Мансийск | Ханты-Мансийск |
| Очков         | Место         | См        | Инд       | Спр       | Пр        | Спр        | Пр         | Эст        | Спр     | Пр      | МС      | Эст     | Спр     | Пр      | Эст        | Спр        | МС         | Спр      | Пр       | Эст      | См            | Спр           | Пр            | Инд           | Эст           | МС            | Спр           | Пр            | МС            | Инд  | Спр  | Эст  | Спр            | Пр             | МС             |
| 1248          | 1             | —         | 1         | 10        | 1         | 2          | 3          | 2          | 3       | 3       | 4       | —       | 15      | 13      | 1          | 1          | 1          | 6        | 4        | 1        | 2             | 2             | 2             | 1             | 2             | 10            | 2             | 1             | 2             | 1    | 1    | —    | 1              | 3              | 1              |

| 2011/12 Итоги | 2011/12 Итоги | Эстерсунд | Эстерсунд | Эстерсунд | Хохфильцен | Хохфильцен | Хохфильцен | Хохфильцен | Хохфильцен | Хохфильцен | Оберхоф | Оберхоф | Оберхоф | Нове-Место | Нове-Место | Нове-Место | Антхольц | Антхольц | Антхольц | Хольменколлен | Хольменколлен | Хольменколлен | Контиолахти | Контиолахти | Контиолахти | ЧМ Рупольдинг | ЧМ Рупольдинг | ЧМ Рупольдинг | ЧМ Рупольдинг | ЧМ Рупольдинг | ЧМ Рупольдинг | Ханты-Мансийск | Ханты-Мансийск | Ханты-Мансийск |
| Очков         | Место         | Инд       | Спр       | Пр        | Спр        | Пр         | Эст        | Спр        | Пр         | См         | Эст     | Спр     | МС      | Инд        | Спр        | Пр         | Спр      | МС       | Эст      | Спр           | Пр            | МС            | См          | Спр         | Пр          | См            | Спр           | Пр            | Инд           | Эст           | МС            | Спр            | Пр             | МС             |
| 1100          | 1             | 1         | 4         | 1         | 21         | 23         | 3          | 2          | 7          | —          | 7       | DNS     | 13      | 10         | 3          | =2         | 3        | 3        | 1        | 9             | 4             | 5             | —           | 1           | 2           | 11            | 1             | 1             | 25            | 2             | 1             | 1              | 1              | 15             |

| 2010/11 Итоги | 2010/11 Итоги | Эстерсунд | Эстерсунд | Эстерсунд | Хохфильцен | Хохфильцен | Хохфильцен | Поклюка | Поклюка | Поклюка | Оберхоф | Оберхоф | Оберхоф | Рупольдинг | Рупольдинг | Рупольдинг | Антхольц | Антхольц | Антхольц | Преск-Айл | Преск-Айл | Преск-Айл | Форт-Кент | Форт-Кент | Форт-Кент | ЧМ Ханты-Мансийск | ЧМ Ханты-Мансийск | ЧМ Ханты-Мансийск | ЧМ Ханты-Мансийск | ЧМ Ханты-Мансийск | ЧМ Ханты-Мансийск | Хольменколлен | Хольменколлен | Хольменколлен |
| Очков         | Место         | Инд       | Спр       | Пр        | Спр        | Пр         | Эст        | Инд     | Спр     | См      | Эст     | Спр     | МС      | Инд        | Спр        | Пр         | Спр      | МС       | Эст      | Спр       | См        | Пр        | Спр       | Пр        | МС        | См                | Спр               | Пр                | Инд               | Эст               | МС                | Спр           | Пр            | МС            |
| 990           | 3             | 3         | 3         | 5         | 37         | 12         | 3          | DNF     | 15      | 3       | 6       | 67      | 4       | 2          | 2          | 2          | 21       | 1        | 7        | 2         | —         | 7         | 4         | 2         | 1         | 3                 | 2                 | 1                 | 10                | 12                | 9                 | 34            | 3             | 6             |

| 2009/10 Итоги | 2009/10 Итоги | Эстерсунд | Эстерсунд | Эстерсунд | Хохфильцен | Хохфильцен | Хохфильцен | Поклюка | Поклюка | Поклюка | Оберхоф | Оберхоф | Оберхоф | Рупольдинг | Рупольдинг | Рупольдинг | Антхольц | Антхольц | Антхольц | ОИ Ванкувер | ОИ Ванкувер | ОИ Ванкувер | ОИ Ванкувер | ОИ Ванкувер | Контиолахти | Контиолахти | Контиолахти | Хольменколлен | Хольменколлен | Хольменколлен | Ханты-Мансийск | Ханты-Мансийск | Ханты-Мансийск |
| Очков         | Место         | Инд       | Спр       | Эст       | Спр        | Пр         | Эст        | Инд     | Спр     | Пр      | Эст     | Спр     | МС      | Спр        | МС         | Эст        | Инд      | Спр      | Пр       | Спр         | Пр          | Инд         | МС          | Эст         | См          | Спр         | Пр          | Спр           | Пр            | МС            | Спр            | МС             | См             |
| 719           | 5             | 7         | 8         | 1         | 12         | 14         | 4          | DNS     | DNS     | —       | 2       | 84      | 21      | 6          | 5          | —          | 8        | 6        | 4        | 34          | 33          | 13          | 1           | 6           | —           | 3           | 1           | 1             | 1             | 20            | DNF            | —              | 6              |

| 2008/09 Итоги | 2008/09 Итоги | Эстерсунд | Эстерсунд | Эстерсунд | Хохфильцен | Хохфильцен | Хохфильцен | Хохфильцен | Хохфильцен | Хохфильцен | Оберхоф | Оберхоф | Оберхоф | Рупольдинг | Рупольдинг | Рупольдинг | Антхольц | Антхольц | Антхольц | ЧМ Пхёнчхан | ЧМ Пхёнчхан | ЧМ Пхёнчхан | ЧМ Пхёнчхан | ЧМ Пхёнчхан | ЧМ Пхёнчхан | Уистлер | Уистлер | Уистлер | Тронхейм | Тронхейм | Тронхейм | Ханты-Мансийск | Ханты-Мансийск | Ханты-Мансийск |
| Очков         | Место         | Инд       | Спр       | Пр        | Спр        | Пр         | Эст        | Инд        | Спр        | Эст        | Эст     | Спр     | МС      | Эст        | Спр        | Пр         | Спр      | Пр       | МС       | Спр         | Пр          | Инд         | См          | МС          | Эст         | Инд     | Спр     | Эст     | Спр      | Пр       | МС       | Спр            | Пр             | МС             |
| 345           | 24            | —         | —         | —         | —          | —          | —          | 36         | 10         | —          | 4       | 64      | —       | 6          | 22         | 15         | 43       | 25       | —        | 18          | 8           | 13          | —           | 15          | 4           | 43      | 11      | 2       | 23       | 21       | 12       | 41             | 19             | 23             |

| 2007/08 Итоги | 2007/08 Итоги | Контиолахти | Контиолахти | Контиолахти | Хохфильцен | Хохфильцен | Хохфильцен | Поклюка | Поклюка | Поклюка | Оберхоф | Оберхоф | Оберхоф | Рупольдинг | Рупольдинг | Рупольдинг | Антхольц | Антхольц | Антхольц | ЧМ Эстерсунд | ЧМ Эстерсунд | ЧМ Эстерсунд | ЧМ Эстерсунд | ЧМ Эстерсунд | ЧМ Эстерсунд | Пхёнчхан | Пхёнчхан | Пхёнчхан | Ханты-Мансийск | Ханты-Мансийск | Ханты-Мансийск | Хольменколлен | Хольменколлен | Хольменколлен |
| Очков         | Место         | Инд         | Спр         | Пр          | Спр        | Пр         | Эст        | Инд     | Спр     | Эст     | Эст     | Спр     | МС      | Эст        | Спр        | Пр         | Спр      | Пр       | МС       | Спр          | Пр           | См           | Инд          | МС           | Эст          | Спр      | Пр       | См       | Спр            | Пр             | МС             | Спр           | Пр            | МС            |
| 0             | —             | —           | —           | —           | —          | —          | —          | —       | —       | —       | —       | —       | —       | —          | —          | —          | —        | —        | —        | —            | —            | —            | —            | —            | —            | —        | —        | —        | —              | —              | —              | 61            | —             | —             |

### Победы
| Сезон     | Спринт                                              | Гонка преследования                                            | Индивидуальная гонка           | Масс-старт                     | Общее |
| 2009/2010 | Хольменколлен                                       | Контиолахти Хольменколлен                                      |                                |                                | 3     |
| 2010/2011 |                                                     | Ханты-Мансийск (ЧМ)                                            |                                | Антерсельва Форт-Кент          | 3     |
| 2011/2012 | Контиолахти Рупольдинг (ЧМ) Ханты-Мансийск          | Эстерсунд Рупольдинг (ЧМ) Ханты-Мансийск                       | Эстерсунд                      | Рупольдинг (ЧМ)                | 8     |
| 2012/2013 | Рупольдинг Сочи Ханты-Мансийск                      | Эстерсунд Хольменколлен                                        | Эстерсунд Нове-Место (ЧМ) Сочи | Рупольдинг Ханты-Мансийск      | 10    |
| 2013/2014 | Эстерсунд                                           | Хохфильцен Сочи (ОИ)                                           | Эстерсунд Сочи (ОИ)            | Оберхоф Хольменколлен          | 7     |
| 2014/2015 | Эстерсунд Оберхоф Ханты-Мансийск                    | Эстерсунд Хохфильцен                                           | Хольменколлен Контиолахти (ЧМ) | Оберхоф                        | 8     |
| 2015/2016 | Эстерсунд Канмор Хольменколлен (ЧМ)                 | Эстерсунд Хохфильцен Преск-Айл Хольменколлен (ЧМ)              | Рупольдинг Хольменколлен (ЧМ)  | Рупольдинг                     | 10    |
| 2016/2017 | Эстерсунд Поклюка Нове-Место Рупольдинг Контиолахти | Поклюка Нове-Место Оберхоф Рупольдинг Хохфильцен (ЧМ) Пхёнчхан | Эстерсунд                      | Нове-Место Хольменколлен       | 14    |
| 2017/2018 | Оберхоф Тюмень                                      | Эстерсунд Оберхоф Пхёнчхан (ОИ) Хольменколлен Тюмень           | Рупольдинг                     | Анси Антерсельва Пхёнчхан (ОИ) | 11    |
| 2018/2019 |                                                     | Хохфильцен                                                     | Поклюка                        |                                | 2     |
| 2019/2020 | Оберхоф Рупольдинг                                  | Рупольдинг Контиолахти                                         | Эстерсунд Антерсельва          | Оберхоф                        | 7     |
| Общее     | 23                                                  | 30                                                             | 15                             | 15                             | 83    |

| 2019/2020 Итоги | 2019/2020 Итоги | Эстерсунд | Эстерсунд | Эстерсунд | Эстерсунд | Эстерсунд | Хохфильцен | Хохфильцен | Хохфильцен | Анси | Анси | Анси | Оберхоф | Оберхоф | Оберхоф | Рупольдинг | Рупольдинг | Рупольдинг | Поклюка | Поклюка | Поклюка | Поклюка | ЧМ Антхольц | ЧМ Антхольц | ЧМ Антхольц | ЧМ Антхольц | ЧМ Антхольц | ЧМ Антхольц | ЧМ Антхольц | Нове-Место | Нове-Место | Нове-Место | Контиолахти | Контиолахти | Контиолахти | Контиолахти | Хольменколлен | Хольменколлен | Хольменколлен |
| Очков           | Место           | См        | ОСЭ       | Спр       | Инд       | Эст       | Спр        | Пр         | Эст        | Спр  | Пр   | МС   | Спр     | Эст     | МС      | Спр        | Эст        | Пр         | Инд     | См      | ОСЭ     | МС      | См          | Спр         | Пр          | Инд         | ОСЭ         | Эст         | МС          | Спр        | Эст        | МС         | Спр         | Пр          | См          | ОСЭ         | Спр           | Пр            | МС            |
| 911             | 2               | 2         | —         | 5         | 1         | 2         | 10         | 10         | 3          | 7    | 5    | 1    | 1       | 2       | 1       | 1          | 3          | 1          | 2       | 2       | —       | 5       | 1           | 3           | 4           | 1           | 1           | 2           | 7           | 6          | 2          | 14         | 2           | 1           | отм         | отм         | отм           | отм           | отм           |

| 2018/2019 Итоги | 2018/2019 Итоги | Поклюка | Поклюка | Поклюка | Поклюка | Поклюка | Хохфильцен | Хохфильцен | Хохфильцен | Нове-Место | Нове-Место | Нове-Место | Оберхоф | Оберхоф | Оберхоф | Рупольдинг | Рупольдинг | Рупольдинг | Антхольц | Антхольц | Антхольц | Канмор | Канмор | Канмор | Солт-Лейк Сити | Солт-Лейк Сити | Солт-Лейк Сити | Солт-Лейк Сити | ЧМ Эстерсунд | ЧМ Эстерсунд | ЧМ Эстерсунд | ЧМ Эстерсунд | ЧМ Эстерсунд | ЧМ Эстерсунд | ЧМ Эстерсунд | Хольменколлен | Хольменколлен | Хольменколлен |
| Очков           | Место           | СЭ      | ОСЭ     | Инд     | Спр     | Пр      | Спр        | Пр         | Эст        | Спр        | Пр         | МС         | Спр     | Пр      | Эст     | Спр        | Эст        | МС         | Спр      | Пр       | МС       | Инд    | Эст    | МС     | Спр            | Пр             | СЭ             | ОСЭ            | СЭ           | Спр          | Пр           | Инд          | ОСЭ          | Эст          | МС           | Спр           | Пр            | МС            |
| 648             | 12              | 1       | —       | 1       | 24      | DNF     | 2          | 1          | —          | 43         | 5          | 9          | 7       | 4       | 2       | 4          | 3          | 4          | 4        | 5        | 4        | —      | —      | —      | —              | —              | —              | —              | 8            | 6            | 5            | 39           | —            | 2            | 24           |               |               |               |

| 2017/2018 Итоги | 2017/2018 Итоги | Эстерсунд | Эстерсунд | Эстерсунд | Эстерсунд | Эстерсунд | Хохфильцен | Хохфильцен | Хохфильцен | Анси | Анси | Анси | Оберхоф | Оберхоф | Оберхоф | Рупольдинг | Рупольдинг | Рупольдинг | Антхольц | Антхольц | Антхольц | ОИ Пхёнчхан (*) | ОИ Пхёнчхан (*) | ОИ Пхёнчхан (*) | ОИ Пхёнчхан (*) | ОИ Пхёнчхан (*) | ОИ Пхёнчхан (*) | Контиолахти | Контиолахти | Контиолахти | Контиолахти | Хольменколлен | Хольменколлен | Хольменколлен | Тюмень | Тюмень | Тюмень |
| Очков           | Место           | ОСЭ       | СЭ        | Инд       | Спр       | Пр        | Спр        | Пр         | Эст        | Спр  | Пр   | МС   | Спр     | Пр      | Эст     | Инд        | Эст        | МС         | Спр      | Пр       | МС       | Спр             | Пр              | Инд             | МС              | СЭ              | Эст             | Спр         | ОСЭ         | СЭ          | МС          | Спр           | Пр            | Эст           | Спр    | Пр     | МС     |
| 1116            | 1               | 4         | —         | 3         | 2         | 1         | 2          | 3          | —          | 2    | 2    | 1    | 1       | 1       | —       | 1          | 2          | 2          | 2        | 2        | 1        | 8               | 1               | 5               | 1               | 1               | 5               | DNS         | —           | —           | 2           | 3             | 1             | —             | 1      | 1      | 19     |

| 2016/2017 Итоги | 2016/2017 Итоги | Эстерсунд | Эстерсунд | Эстерсунд | Эстерсунд | Эстерсунд | Поклюка | Поклюка | Поклюка | Нове-Место | Нове-Место | Нове-Место | Оберхоф | Оберхоф | Оберхоф | Рупольдинг | Рупольдинг | Рупольдинг | Антхольц | Антхольц | Антхольц | ЧМ Хохфильцен | ЧМ Хохфильцен | ЧМ Хохфильцен | ЧМ Хохфильцен | ЧМ Хохфильцен | ЧМ Хохфильцен | Пхёнчхан | Пхёнчхан | Пхёнчхан | Контиолахти | Контиолахти | Контиолахти | Контиолахти | Хольменколлен | Хольменколлен | Хольменколлен |
| Очков           | Место           | См.       | ОСЭ       | Инд       | Спр       | Пр        | Спр     | Пр      | Эст     | Спр        | Пр         | МС         | Спр     | Пр      | МС      | Спр        | Пр         | Эст        | Инд      | Эст      | МС       | СЭ            | Спр           | Пр            | Инд           | Эст           | МС            | Спр      | Пр       | Эст      | Спр         | Пр          | ОСЭ         | СЭ          | Спр           | Пр            | МС            |
| 1322            | 1               | —         | 1         | 1         | 1         | 3         | 1       | 1       | 1       | 1          | 1          | 1          | 8       | 1       | 3       | 1          | 1          | 9          | 2        | —        | 5        | 2             | 3             | 1             | 3             | 2             | 5             | 3        | 1        | 1        | 1           | 5           | —           | —           | 2             | 2             | 1             |

| 2015/2016 Итоги | 2015/2016 Итоги | Эстерсунд | Эстерсунд | Эстерсунд | Эстерсунд | Хохфильцен | Хохфильцен | Хохфильцен | Поклюка | Поклюка | Поклюка | Рупольдинг | Рупольдинг | Рупольдинг | Рупольдинг | Рупольдинг | Рупольдинг | Антхольц | Антхольц | Антхольц | Канмор | Канмор | Канмор | Канмор | Преск-Айл | Преск-Айл | Преск-Айл | ЧМ Хольменколлен | ЧМ Хольменколлен | ЧМ Хольменколлен | ЧМ Хольменколлен | ЧМ Хольменколлен | ЧМ Хольменколлен | Ханты-Мансийск | Ханты-Мансийск | Ханты-Мансийск |
| Очков           | Место           | СЭ        | Инд       | Спр       | Пр        | Спр        | Пр         | Эст        | Спр     | Пр      | МС      | Спр        | Пр         | МС         | Инд        | Эст        | МС         | Спр      | Пр       | Эст      | Спр    | МС     | ОСЭ    | СЭ     | Спр       | Пр        | Эст       | СЭ               | Спр              | Пр               | Инд              | Эст              | МС               | Спр            | Пр             | МС             |
| 1151            | 1               | —         | 21        | 1         | 1         | 2          | 1          | 3          | 5       | 2       | 7       | 4          | 2          | 1          | 1          | 4          | 2          | 28       | 4        | —        | 1      | 6      | 1      | —      | 3         | 1         | —         | 1                | 1                | 1                | 1                | 9                | 2                | 40             | DNS            | отм            |

| 2014/2015 Итоги | 2014/2015 Итоги | Эстерсунд | Эстерсунд | Эстерсунд | Эстерсунд | Хохфильцен | Хохфильцен | Хохфильцен | Поклюка | Поклюка | Поклюка | Оберхоф | Оберхоф | Оберхоф | Рупольдинг | Рупольдинг | Рупольдинг | Антхольц | Антхольц | Антхольц | Нове Место | Нове Место | Нове Место | Нове Место | Хольменколлен | Хольменколлен | Хольменколлен | ЧМ Контиолахти | ЧМ Контиолахти | ЧМ Контиолахти | ЧМ Контиолахти | ЧМ Контиолахти | ЧМ Контиолахти | Ханты-Мансийск | Ханты-Мансийск | Ханты-Мансийск |
| Очков           | Место           | СЭ        | Инд       | Спр       | Пр        | Спр        | Эст        | Пр         | Спр     | Пр      | МС      | Эст     | Спр     | МС      | Эст        | Спр        | МС         | Спр      | Пр       | Эст      | ОСЭ        | СЭ         | Спр        | Пр         | Инд           | Спр           | Эст           | СЭ             | Спр            | Пр             | Инд            | Эст            | МС             | Спр            | Пр             | МС             |
| 1042            | 1               | 1         | 81        | 1         | 1         | 7          | 2          | 1          | 4       | 3       | 2       | —       | 1       | 1       | 4          | 26         | 21         | 25       | 5        | —        | —          | 5          | 4          | 3          | 1             | 2             | 6             | 2              | 12             | 7              | 1              | 3              | 10             | 1              | 4              | 20             |

| 2013/2014 Итоги | 2013/2014 Итоги | Эстерсунд | Эстерсунд | Эстерсунд | Эстерсунд | Хохфильцен | Хохфильцен | Хохфильцен | Анси | Анси | Анси | Оберхоф | Оберхоф | Оберхоф | Рупольдинг | Рупольдинг | Рупольдинг | Антхольц | Антхольц | Антхольц | ОИ Сочи (*) | ОИ Сочи (*) | ОИ Сочи (*) | ОИ Сочи (*) | ОИ Сочи (*) | ОИ Сочи (*) | Поклюка | Поклюка | Поклюка | Контиолахти | Контиолахти | Контиолахти | Хольменколлен | Хольменколлен | Хольменколлен |
| Очков           | Место           | СЭ        | Инд       | Спр       | Пр        | Спр        | Эст        | Пр         | Эст  | Спр  | Пр   | Спр     | Пр      | МС      | Эст        | Инд        | Пр         | Спр      | Пр       | Эст      | Спр         | Пр          | Инд         | МС          | СЭ          | Эст         | Спр     | Пр      | МС      | Спр         | Спр         | Пр          | Спр           | Пр            | МС            |
| 928             | 1               | 5         | 1         | 1         | отм.      | 2          | 5          | 1          | 6    | 3    | 17   | 3       | 3       | 1       | —          | —          | —          | 5        | 9        | 1        | 6           | 1           | 1           | 2           | 7           | 8           | 7       | 7       | 2       | 2           | 11          | 2           | 11            | 5             | 1             |

| 2012/2013 Итоги | 2012/2013 Итоги | Эстерсунд | Эстерсунд | Эстерсунд | Эстерсунд | Хохфильцен | Хохфильцен | Хохфильцен | Поклюка | Поклюка | Поклюка | Оберхоф | Оберхоф | Оберхоф | Рупольдинг | Рупольдинг | Рупольдинг | Антхольц | Антхольц | Антхольц | ЧМ Нове-Место | ЧМ Нове-Место | ЧМ Нове-Место | ЧМ Нове-Место | ЧМ Нове-Место | ЧМ Нове-Место | Хольменколлен | Хольменколлен | Хольменколлен | Сочи | Сочи | Сочи | Ханты-Мансийск | Ханты-Мансийск | Ханты-Мансийск |
| Очков           | Место           | СЭ        | Инд       | Спр       | Пр        | Спр        | Пр         | Эст        | Спр     | Пр      | МС      | Эст     | Спр     | Пр      | Эст        | Спр        | МС         | Спр      | Пр       | Эст      | СЭ            | Спр           | Пр            | Инд           | Эст           | МС            | Спр           | Пр            | МС            | Инд  | Спр  | Эст  | Спр            | Пр             | МС             |
| 1248            | 1               | —         | 1         | 10        | 1         | 2          | 3          | 2          | 3       | 3       | 4       | —       | 16      | 14      | 1          | 1          | 1          | 6        | 4        | 1        | 2             | 2             | 2             | 1             | 2             | 10            | 2             | 1             | 2             | 1    | 1    | —    | 1              | 3              | 1              |

| 2011/2012 Итоги | 2011/2012 Итоги | Эстерсунд | Эстерсунд | Эстерсунд | Хохфильцен | Хохфильцен | Хохфильцен | Хохфильцен | Хохфильцен | Хохфильцен | Оберхоф | Оберхоф | Оберхоф | Нове-Место | Нове-Место | Нове-Место | Антхольц | Антхольц | Антхольц | Хольменколлен | Хольменколлен | Хольменколлен | Контиолахти | Контиолахти | Контиолахти | ЧМ Рупольдинг | ЧМ Рупольдинг | ЧМ Рупольдинг | ЧМ Рупольдинг | ЧМ Рупольдинг | ЧМ Рупольдинг | Ханты-Мансийск | Ханты-Мансийск | Ханты-Мансийск |
| Очков           | Место           | Инд       | Спр       | Пр        | Спр        | Пр         | Эст        | Спр        | Пр         | СЭ         | Эст     | Спр     | МС      | Инд        | Спр        | Пр         | Спр      | МС       | Эст      | Спр           | Пр            | МС            | Спр         | Пр          | СЭ          | СЭ            | Спр           | Пр            | Инд           | Эст           | МС            | Спр            | Пр             | МС             |
| 1100            | 1               | 1         | 4         | 1         | 22         | 24         | 3          | 2          | 7          | —          | 7       | —       | 13      | 10         | 3          | 2          | 3        | 3        | 1        | 10            | 4             | 5             | 1           | 2           | —           | 11            | 1             | 1             | 25            | 2             | 1             | 1              | 1              | 15             |

| 2010/2011 Итоги | 2010/2011 Итоги | Эстерсунд | Эстерсунд | Эстерсунд | Хохфильцен | Хохфильцен | Хохфильцен | Поклюка | Поклюка | Поклюка | Оберхоф | Оберхоф | Оберхоф | Рупольдинг | Рупольдинг | Рупольдинг | Антхольц | Антхольц | Антхольц | Преск-Айл | Преск-Айл | Преск-Айл | Форт-Кент | Форт-Кент | Форт-Кент | ЧМ Ханты-Мансийск | ЧМ Ханты-Мансийск | ЧМ Ханты-Мансийск | ЧМ Ханты-Мансийск | ЧМ Ханты-Мансийск | ЧМ Ханты-Мансийск | Хольменколлен | Хольменколлен | Хольменколлен |
| Очков           | Место           | Инд       | Спр       | Пр        | Спр        | Пр         | Эст        | Инд     | Спр     | СЭ      | Эст     | Спр     | МС      | Инд        | Спр        | Пр         | Спр      | МС       | Эст      | Спр       | СЭ        | Пр        | Спр       | Пр        | МС        | СЭ                | Спр               | Пр                | Инд               | Эст               | МС                | Спр           | Пр            | МС            |
| 990             | 3               | 3         | 3         | 5         | 38         | 13         | 3          | DNF     | 16      | 3       | 6       | 68      | 4       | 2          | 2          | 2          | 21       | 1        | 7        | 2         | —         | 7         | 4         | 2         | 1         | 3                 | 2                 | 1                 | 10                | 12                | 10                | 35            | 3             | 7             |

| 2009/2010 Итоги | 2009/2010 Итоги | Эстерсунд | Эстерсунд | Эстерсунд | Хохфильцен | Хохфильцен | Хохфильцен | Поклюка | Поклюка | Поклюка | Оберхоф | Оберхоф | Оберхоф | Рупольдинг | Рупольдинг | Рупольдинг | Антхольц | Антхольц | Антхольц | ОИ Ванкувер | ОИ Ванкувер | ОИ Ванкувер | ОИ Ванкувер | ОИ Ванкувер | Контиолахти | Контиолахти | Контиолахти | Хольменколлен | Хольменколлен | Хольменколлен | Ханты-Мансийск | Ханты-Мансийск | Ханты-Мансийск |
| Очков           | Место           | Инд       | Спр       | Эст       | Спр        | Пр         | Эст        | Инд     | Спр     | Пр      | Эст     | Спр     | МС      | Спр        | МС         | Эст        | Инд      | Спр      | Пр       | Спр         | Пр          | Инд         | МС          | Эст         | СЭ          | Спр         | Пр          | Спр           | Пр            | МС            | Спр            | МС             | СЭ             |
| 719             | 5               | 7         | 8         | 1         | 12         | 14         | 4          | —       | —       | —       | 2       | 84      | 21      | 6          | 5          | —          | 8        | 6        | 4        | 35          | 34          | 14          | 2           | 6           | —           | 3           | 1           | 1             | 1             | 21            | DNF            | 6              | 5              |

| 2008/2009 Итоги | 2008/2009 Итоги | Эстерсунд | Эстерсунд | Эстерсунд | Хохфильцен | Хохфильцен | Хохфильцен | Хохфильцен | Хохфильцен | Хохфильцен | Оберхоф | Оберхоф | Оберхоф | Рупольдинг | Рупольдинг | Рупольдинг | Антхольц | Антхольц | Антхольц | ЧМ Пхёнчхан | ЧМ Пхёнчхан | ЧМ Пхёнчхан | ЧМ Пхёнчхан | ЧМ Пхёнчхан | ЧМ Пхёнчхан | Уистлер | Уистлер | Уистлер | Тронхейм | Тронхейм | Тронхейм | Ханты-Мансийск | Ханты-Мансийск | Ханты-Мансийск |
| Очков           | Место           | Инд       | Спр       | Пр        | Спр        | Пр         | Эст        | Инд        | Спр        | Эст        | Эст     | Спр     | МС      | Эст        | Спр        | Пр         | Спр      | Пр       | МС       | Спр         | Пр          | Инд         | СЭ          | МС          | Эст         | Инд     | Спр     | Эст     | Спр      | Пр       | МС       | Спр            | Пр             | МС             |
| 345             | 24              | —         | —         | —         | —          | —          | —          | 36         | 10         | —          | 4       | 64      | —       | 6          | 22         | 15         | 43       | 25       | —        | 18          | 8           | 13          | —           | 15          | 4           | 43      | 11      | 2       | 23       | 21       | 12       | 41             | 19             | 23             |

| 2007/2008 Итоги | 2007/2008 Итоги | Контиолахти | Контиолахти | Контиолахти | Хохфильцен | Хохфильцен | Хохфильцен | Поклюка | Поклюка | Поклюка | Оберхоф | Оберхоф | Оберхоф | Рупольдинг | Рупольдинг | Рупольдинг | Антхольц | Антхольц | Антхольц | ЧМ Эстерсунд | ЧМ Эстерсунд | ЧМ Эстерсунд | ЧМ Эстерсунд | ЧМ Эстерсунд | ЧМ Эстерсунд | Пхёнчхан | Пхёнчхан | Пхёнчхан | Ханты-Мансийск | Ханты-Мансийск | Ханты-Мансийск | Хольменколлен | Хольменколлен | Хольменколлен |
| Очков           | Место           | Инд         | Спр         | Пр          | Спр        | Пр         | Эст        | Инд     | Спр     | Эст     | Эст     | Спр     | МС      | Эст        | Спр        | Пр         | Спр      | Пр       | МС       | Спр          | Пр           | СЭ           | Инд          | МС           | Эст          | Спр      | Пр       | СЭ       | Спр            | Пр             | МС             | Спр           | Пр            | МС            |
| 0               | —               | —           | —           | —           | —          | —          | —          | —       | —       | —       | —       | —       | —       | —          | —          | —          | —        | —        | —        | —            | —            | —            | —            | —            | —            | —        | —        | —        | —              | —              | —              | 61            | —             | —             |

#### Количество золотых медалей в личных гонках по годам
- 2007/2008 — 0
- 2008/2009 — 0
- 2009/2010 — 3
- 2010/2011 — 3
- 2011/2012 — 8
- 2012/2013 — 10
- 2013/2014 — 7
- 2014/2015 — 6
- 2015/2016 — 10
- 2016/2017 — 14
- 2017/2018 — 11
- 2018/2019 — 2
- 2019/2020 — 8

#### Количество серебряных медалей в личных гонках по годам
- 2007/2008 — 0
- 2008/2009 — 0
- 2009/2010 — 1
- 2010/2011 — 6
- 2011/2012 — 3
- 2012/2013 — 5
- 2013/2014 — 5
- 2014/2015 — 2
- 2015/2016 — 5
- 2016/2017 — 3
- 2017/2018 — 8
- 2018/2019 — 1
- 2019/2020 — 2

#### Количество бронзовых медалей в личных гонках по годам
- 2007/2008 — 0
- 2008/2009 — 0
- 2009/2010 — 1
- 2010/2011 — 1
- 2011/2012 — 3
- 2012/2013 — 4
- 2013/2014 — 3
- 2014/2015 — 2
- 2015/2016 — 1
- 2016/2017 — 5
- 2017/2018 — 3
- 2018/2019 — 0
- 2019/2020 — 1

Общее количество медалей в личных гонках по годам:
- 2007/2008 — 0
- 2008/2009 — 0
- 2009/2010 — 5
- 2010/2011 — 10
- 2011/2012 — 13
- 2012/2013 — 19
- 2013/2014 — 15
- 2014/2015 — 12
- 2015/2016 — 16
- 2016/2017 — 22
- 2017/2018 — 22
- 2018/2019 — 3
- 2019/2020 — 11

### Общий зачёт в Кубке мира
- 2019/2020 — 2-е место (911 очков)
- 2018/2019 — 12-е место (648 очков)
- 2017/2018 — 1-е место (1116 очков)
- 2016/2017 — 1-е место (1322 очка)
- 2015/2016 — 1-е место (1152 очка)
- 2014/2015 — 1-е место (1042 очка)
- 2013/2014 — 1-е место (928 очков)
- 2012/2013 — 1-е место (1248 очков)
- 2011/2012 — 1-е место (1100 очков)
- 2010/2011 — 3-е место (990 очков)
- 2009/2010 — 5-е место (719 очков)
- 2008/2009 — 24-е место (345 очков)

## Экипировка
- Винтовка — Anschütz
- Патроны — ELEY
- Лыжи — Rossignol
- Ботинки — Rossignol
- Крепление — Rottefella, Rossignol
- Лыжные палки — Rossignol
- Гоночный костюм — One Way, Odlo
- Перчатки — Odlo
- Очки — Julbo

## Государственные награды
- Офицер ордена Почётного легиона (13 апреля 2018 года)[123]
- Кавалер ордена Почётного легиона (18 апреля 2014 года)[124]
- Кавалер ордена «За заслуги» (14 июля 2010 года)[125]

## Книги
- Фуркад, М. Моя мечта о золоте и снеге = Mon rêve d’or et de neige. — М.: Эксмо, 2018. — 256 с. — ISBN 978-5-04-090789-2.
- Фуркад, М. Последний круг = Un dernier tour de piste.